# つぐもも
『つぐもも』は、浜田よしかづによる日本の漫画。
当初はウェブコミック誌である『COMIC SEED!』（双葉社）にて2008年1月号より連載開始。のちに同誌の休刊に伴い、後継で同じくウェブコミック誌である『WEBコミックハイ！』へ移籍し、2008年8月20日更新から連載再開。さらに同社の漫画誌・ウェブコミックの統合再編に伴い、2013年5月25日に創刊された雑誌『月刊アクション』へ移籍し連載再開したが、2024年2月24日発売の4月号をもって休刊。『漫画アクション』への移籍し、2024年No.7から連載中。2017年10月時点で累計発行部数は150万部を突破している。

## あらすじ

### 学園編（1巻 - 4巻）
主人公である加賀見一也は、上岡東中学校2年2組に在籍する14歳のごく普通の男子中学生。母・奏歌を幼いころに亡くし、現在は父・一明と高校生の姉・霞との三人暮らし。一也には何故か母の記憶がないが、亡き母の形見でもあり家に代々伝わる絹の袋帯の匂いが大好きで、その袋帯を肌身離さず持ち歩いていた。そして、気持ちを落ち着かせるため、毎日欠かさず桜の香りがするその袋帯の匂いを嗅ぐのであった。
ある日、学校の屋上でいつものように袋帯の匂いを嗅いでいた一也だったが、なぜか足元に落ちていたカツラが突然妖怪と化し、襲われそうになる。その時、ピンチの彼を救うべく、目の前に着物姿をした謎の美少女が現れた。一也を覚えているかのように一言「久しいな 一也」と言葉を発したその美少女の正体は、実は一也の想いがこもった亡き母の形見である袋帯から現れた、付喪神である桐葉だった。
「久しいな」と言われたものの、桐葉のことを全く思い出せない一也。それもそのはず、桐葉は〔つくもつき〕となってしまった母・奏歌を止む無く殺した後、一也らが住む上岡の土地神・くくりに頼み込み、原身である帯から人の姿になることができなくなることを承知の上で、その当時幼かった一也の記憶から亡き母とともに自身の記憶を封印させたからであった。
それから長い年月を経て、桐葉が再び人の姿となって現れて以降、一也の周りでは次々と怪異が発生するようになる。その動きを察したくくりは黒耀を遣わせ、白山神社へと一也を招く。そこで一也はくくりから自身が「怪異を発生させる『呪詛（すそ）』を集めてしまう存在」であることを明かされた上で、奏歌の後任として、怪異を調伏する大役「すそはらい」になるよう神勅として命じられる。

### 皇すなお編（5巻 - 6巻）
未熟ながらも「すそはらい」となった一也だが、目の前に突然、隣町で「すそはらい」を務める皇すなおという少女が現れる。すなおは幼いころに奏歌とは面識があり、その奏歌の凄さを知っていたからこそ「すそはらい」としては未熟な一也に納得がいかず、怒りを込めてその場で一也に決闘を申し込んだのであった。経験と練度の差で不利であった一也であったが、それから一週間後の決闘では、最後に「かみがかり」を起こしてすなおに勝利する。

### お悩み相談室編（7巻 - 9巻）
桐葉が一也らのクラスに転校生としてやってきた。一也は桐葉とともに、学校や町で次々と発生する怪異を調伏し事件を解決すべく、上岡東中で「お悩み相談室」を開設する。四郎、治、千里らに協力を仰ぎつつ、顧問としてくくりを迎え入れ、「すそはらい」としての才能を開花していく。そんな中、次々と発生する怪異を調伏していく一也と桐葉を前に、意図的に〔あまそぎ〕を生み出し怪異を発生させて騒動を引き起こしている集団の正体が露わになる。

### 迷い家編（10巻 - 14巻）
騒動を引き起こしている集団、それは所有者たる人間の横暴に耐えかね、「迷い家」と呼ばれる隠れ家を拠り所としたつぐももの集団であった。「家」のつぐももであるミウラヒの中に宿した石片の霊力により、所有者がおらずとも生き長らえた彼らであったが、付喪神としての命が絶え器物へと還ってしまった者が出てくるなど石片の霊力が薄れてきたことから、霊力が枯渇する前に土地神を殺し、その土地神が宿している石片を奪う「おのごろ祭り」の決行を試みる。
「おのごろ祭り」のターゲットであるくくりを殺すべく、ミウラヒたちが一斉に上岡へ襲撃を開始したことを知り、くくりは結界を解き、元の大人の姿に戻る。近くに住む土地神のほのかやたぐりなども参戦し、土地神たちと付喪神たちとの一大戦争が繰り広げられている最中、くくりらの前に、2人の帯のつぐもも・あざみと、彼女らに守られ〔つくもつき〕と化した奏歌が姿を現す。幼いころの一也が込めた「ぼくを殺せ」という願いを叶えんと、迷い家勢とくくりらを圧倒する奏歌。必死の抵抗を試みるもくくりは倒され、一也とすなおは「かみがかり」を起こして立ち向かうも歯が立たず、桐葉は一也を守るため奏歌の攻撃をその全身で受けたことで付喪神としての命をも失い、切り刻まれた帯へと戻ってしまった。そして一也にとどめが刺されようとしたその瞬間、姉・霞も参戦、霞は砂時計のつぐもも・砂織とともに「3年間」という特殊な結界を作り出した上で、奏歌とともに自らを封じ込め、時間稼ぎをする。

### 過去追憶編（15巻 - 17巻）
砂時計の付喪神の力で奏歌の時間を封じ込め、その間に修行する事になった一也。討伐の手掛かりを得るために、枕の中にある記憶を辿った先にいたのは、幼き日の奏歌だった。妖魔によって家族を殺され、すそはらい養成所であるつづら殿に引き取られた奏歌は、そこで帯の付喪神・桐葉と出会う。そして、すそはらい昇格試験を受ける事になった奏歌は仇である妖魔と対峙し、命を懸けた戦いの中で芽生えた感情に気付く。
より強い刺激を求めて、高難度怪異発生地である上岡の専任すそはらいとなった奏歌と付喪神の桐葉。土地神のくくりの元で任務を遂行しながら学校に通う奏歌だったが、それでも満たされない日は訪れ…。高校卒業と同時に結婚し、霞と一也を出産した彼女はどちらかを自分の後継者にすべく特訓していたが、忌み子として生まれ、その力を抑えるために桐葉の所有者となった一也は戦いの才能に目覚めていく。

### つづら殿編（18巻 - 22巻）
一也以外の第三者が奏歌を倒せば、上岡の街全体が大災害となるほどの大きな〔すそがえし〕が起きてしまう。〔すそがえし〕を回避するためには、〔つくもつき〕と化した奏歌を一也が倒さねばならないが、桐葉を失った一也には成す術がなく、今のままでは到底奏歌には敵わない。そんな中、緊急事態を受け上岡へと馳せ参じたすそはらい養成所「つづら殿」の頭首・織小花央姫から、霞が稼いだ3年の間「つづら殿」で修行することを提案された一也はそれを受け入れ、央姫とともに「つづら殿」へと出向く。
「つづら殿」に到着した途端、一也は央姫とともに突如拘束されてしまう。央姫が「つづら殿」を不在にした間、副頭首である斑井枡次が起こした謀反により央姫は失脚し、斑井が「つづら殿」の新頭首となり実権を握っていたのであった。斑井は「つづら殿」の中でも付喪神をパートナーと認めない「隷付喪神派」のトップでもあり、あるみの水晶玉を通してくくりと奏歌の戦いを見ていたにもかからわらず脅威を脅威と捉えておらず、奏歌討伐は自身の派閥でのみ行い、その間一也は地下に隔離、またほのかが救命した元迷い家の付喪神たちは全て破壊する、という極端な結論を出した。逆に付喪神はパートナーだと認める「親付喪神派」のトップでもある央姫は、元迷い家の付喪神たちを救うため再び実権を握るべく、「つづら殿」のトップである「九殿冠」を決める九殿武闘会の開催を斑井に提案する。斑井はこれを飲み、九殿武闘会が開催されることになったのだが、実力差から「親付喪神派」が楽勝と思われたものの斑井が『禁じ手』を使ったことで4勝4敗と思わぬ接戦となり、最終の大将戦までもつれこんでしまう。だが、大将である一也が斑井に勝利したことで再び央姫が実権を握り頭首となり、そして斑井に拘束されていた、あるみやみまねら迷い家の付喪神たちも無事解放されたのだった。

### 異世界編（23巻 - 25巻）
「つづら殿」でのひと騒動のあと、改めて修行に励むことになった一也であったが、央姫の提案により、修行を兼ねて『くらこごり』を解決していくことになった。
あまそぎに取り込まれ眠り続けている少女を救出するため、ファンタジー小説の中へ入り込んだかずやと桐葉だったが、到着早々に騙されて奴隷生活を送ることになったり、力を制限されたまま魔物討伐の冒険に出掛けたり、魔王軍との争いに巻き込まれたりと、ピンチの連続。ただその異世界の中で、一也は『内部霊力操作』『外部霊力操作』という新たな能力を獲得し、自身を奴隷にした女ボスを倒すことに成功。少女も目を覚ましたことで、無事解決と相成った。

### 幕間（26巻）
つづら殿での修行に励むかずや。桐葉はもちろん、響華や糸信など5人の付喪神の所有者となったかずやは新たな戦い方を身につけ、色々な意味で目覚ましい成長を見せていた。一方、影で密かに進む不穏な気配、そしてアノ神様に復活の兆し・・・。

### 黄泉の国編（27巻 - 32巻）
かずやと桐葉の元に届いた、くくり復活の可能性の報せ！　白羽儀神社の菊理媛によると、くくりの魂は黄泉国にあるという。神使・しらねの案内の元、かりそめの死者となり黄泉比良坂を越えていくかずやと5人の付喪神。待ち受ける様々な難関を乗り切るうちに、それぞれの関係にも微妙な変化が・・・。

## 登場人物
登場人物は、初期のゲストキャラクターを除いて基本的に名前が頭韻になっている。下の名前は、原作では人間・つぐももともにキャラクターは漢字でも表記されているが、アニメでは人間のキャラクターは平仮名で統一されている。

### 主要人物
加賀見 一也（かがみ かずや）
声 - 三瓶由布子
本作の主人公。上岡東中学校2年2組に在籍。
母・奏歌が妊娠中ながらも怪異討伐にあたった際、不意に磐長姫の怨念が篭った《すそ》に触れてしまったことから、生まれつき怪異の原因となる《すそ》を引き寄せる体質の持ち主として産まれた。奏歌や桐葉の記憶が封印されるまでの幼いころは、簡単に〔あまそぎ〕を生み出してしまうという能力を持っていた。今ではこの体質を利用して、スキンシップ（《霊接交》という）をとることで、消耗したつぐももやつぐもも使いを回復させることができる ほか、仮の所有者として一時的に霊力を供給するだけなら20人近いつぐももを引き受けることも出来るようになった。
土地神・くくりから怪異を調伏する大役「すそはらい」の任を命じられており、桐葉の本体である帯と一体化することで怪異と戦う能力を得る。最初は帯を本体1本しか出せず帯繰りも満足に扱えなかったが、拷問に近い桐葉の修練と実戦経験により本体を含めて写し身3本（最大8本） まで出せるようになり、さらにその後は写し身5本まで出せるようになった。後に桐葉と一体化する｢かみがかり｣も使用することができるようになり、これにより、筋肉に沿って帯を体に巻きつけ駆動させることで身体能力を超強化するが制御を乱せば自身を破壊してしまうという荒業｢ちからおび」も使えるようになった（全力は無理と言うだけで「かみがかり」無しでも使うことは可能）。多くの実戦と幼少時の鍛練によって一般的なすそはらいのレベルを上回る実力を持つに至ったが、本人には自覚がない。ただ、つづら殿での軟禁状態から脱出する際に見張りのすそはらいたちと交えたときには笑みを浮かべて自分との実力差ははっきりと分かるようにはなっているほか、修行でのくらこごり解決の際に並みのすそはらいでは習得が難しい「外部霊力操作」「内部霊力操作」という能力を容易に習得したり、つぐももを一度に5人も使役したりと、すそはらいとしては最強レベルに達している。
母である奏歌に関する記憶はくくりによって封印されていたため、暫くは思い出そうにも思い出せなかった。だが、その間も夢で見るなど徐々に奏歌の記憶は思い出しかけており、特に桐葉と一体化する「かみがかり」を使用した時はより記憶が戻りやすくなっていた。その後、獏楽が持つ奏歌の記憶が詰まった魂蔵の中で、母の生い立ちと幼きころの自分がどう育ったのかを知った。
優しく真摯な性格であり、付喪神を含めた多くの女子から好意を持たれている。基本的に「現状を壊したくない」という思いから性欲を自制しているが、それでも思春期らしく異性に対する興味は強い。たまにタカが外れると、突拍子もない行動に出る。オッパイ星人の気があり、作中でたびたび授乳プレイに興じている。
学校内で発生する怪異を迅速に祓うため、桐葉や事情を知るクラスメイトらと共に「お悩み相談室」を部活として設立し、日々活動している。
大事なパートナーである桐葉やくくりを失ったことで「これ以上、もう誰も失いたくない」という思いと、全く歯がたたなかった復活した奏歌を倒すため、更なる修行を積むべく、央姫の誘いを受けてつづら殿に向かう。
非常に霊力が強いため、つづら殿での九殿武闘会で勝利したあと『実験的に』桐葉、響華、みまね、糸信、そそぐと、同時に5人の付喪神の所有者となった。
桐葉（きりは）
声 - 大空直美
本作のメインヒロイン。一也の家に伝わる帯・正絹爪掻本綴袋帯（きぎぬつめかきほんつづれふくろおび）「綾桜」（あやさくら）の付喪神。
古風な口調の、桜の香りを漂わせる美少女。元々は布問屋に受け継がれていた帯であり、5代目の所有者である花見谷 縫の代で付喪神と化した。人として振る舞う際には「帯奈 桐葉（おびな きりは）」と名乗り、終いには一也のクラスに転入することになる。自身の原身と写し身を折り紙や紐のように組み合わせる「帯繰り」によって応用性の高い能力を発揮する。
傍若無人で常に我儘、土地神であるくくりに対しても関節技を仕掛けるなど一切遠慮がなく、アニメ第1期公式サイトでは『ドS』と紹介されている。また、くくりや黒燿に「雑巾女（ぞうきんおんな）」と呼ばれると激怒する。
一也に対しては最初は下僕扱いし、その上セクハラ常習犯。だが一也への好意は一切隠さず、一也の前では平気で裸になり（とは言え人並みに羞恥心は持っている）、風呂で背中を流させたり、｢力を強めるため｣と称して毎日一緒に寝たりしている（しかも裸で寝る癖がある）。また夢の中で性別転換し男性化した時には、女性化した一也と無理やり肉体関係を持った（ただし夢の中なのでノーカウント扱い）。
甘味には目が無く、特にプリンが大好物。普段の姿は10代後半くらいの容姿だが、力を消費し過ぎると幼女の姿になってしまう。現在の姿も霊力の供給が絶えていた結果であり、奏歌とコンビを組んでいたころには20代くらいの大人の姿をしていた。
〔つくもつき〕として復活した奏歌が一也にとどめを刺そうとしたその瞬間、自らが全身で楯となり一也を守った。ただ、バラバラに切り刻まれ致命傷を負ったことで霊力を失い、原身の帯に戻るだけでなく付喪神としての命も失った。だが、その後も原身である帯の残骸は一也が肌身離さず所持していたこともあって微かに霊力は保たれており、九殿武闘会での第九戦・加賀見一也対斑井枡次戦の前日に糸信により帯に復元されたことで、試合中に復活を果たす。

### 加賀見家
加賀見 一也（かがみ かずや）
詳細は加賀見 一也を参照
桐葉（きりは）
詳細は桐葉を参照
加賀見 霞（かがみ かすみ）
声 - 竹達彩奈
一也の姉。16歳の高校2年生。
美人でしっかり者で優しいが、重度のブラコンで一也のことを「やっくん」と呼ぶ。母の亡き後、家事全般を担っている。
普段の姿からはつぐもも使いには見えないが、実は砂織の所有者であり、“十年に一人の逸材”と称される優秀なつぐもも使いでもある。弟の一也を守るため、幼いころは自ら進んで母に鍛えてもらったものの、奏歌からは多数の大岩を放られたり、あまそぎらしき生物に追いかけ回されるなど霞自身は修行というよりしごかれたという印象しかなくずっと当時のことを恨んでおり、復活した母・奏歌を前にして「ババア」と呼んだ。奏歌に危うく殺されかけた一也を救うべく砂織とともに参戦し、3年間という時間の犠牲を払ってまで奏歌を閉じ込める結界を作り、時間稼ぎした。
砂織（さおり）
声 - 加藤英美里
砂時計の付喪神。所有者は霞。口癖は「…でスナ」。
相手の攻撃を時間的感覚差を作り「ずらすこと」でかわしたり、時間の進行を止める特殊な空間を作り出すことができる。この時間操作は「操作した分、使い手に足し引きされる」というリスクがあり、時間を停止させると「その間この世にいなかったこと」になるという。
加賀見 一明（かがみ かずあき）
声 - 後藤ヒロキ
一也と霞の父親。奏歌とは同じ高校の同級生で、2年生になってから付き合い始め、卒業後すぐに結婚している。実は桐葉も奏歌の見張り役として奏歌と同じ高校へと進学しており、奏歌に“悪い虫”がつかないよう、在学中は奏歌に言い寄る男子を桐葉が徹底的に排除していた。その中で一明は上手く出し抜いて奏歌と付き合い始めたのだったが、桐葉には奏歌との交際を邪魔されていた上に、現在も頭が上がらない ほど弱みを握られており、当初くくりや黒耀の居候には反対するも桐葉の嫌がらせ に屈して認めてしまった。
実家は蔵付きであり、それなりの旧家出身。結婚後も実家で暮らしていたが、奏歌の死後、一也のことを考え、新たに現在住んでいる家を借りた。
加賀見 奏歌（かがみ かなか）
声 - 三石琴乃
一也と霞の母。故人。
本作におけるキーパーソン的存在。回想シーンおよび一也の夢にたびたび登場し、在りし日のエピソードからもお茶目な性格がうかがえる。生前は上岡のすそはらい（その前任が獅子崎信九郎）であった。
かつて桐葉の本体である帯と一体化し怪異と戦っていたが、桐葉曰く〔つくもつき〕となって桐葉に殺された。一也の見た夢の中では詳細不明ながら「黒い帯」を操って桐葉と戦っている様子が見られるが、その表情はやや常軌を逸していた。
旧姓は甲斐谷（かいたに）。幼少時から心の動きが希薄で、器となる肉体を狙う怪異に狙われた結果、家族を失い、天涯孤独の身となる。身寄りがない訳ではなかったが、家族や経済状況を理由に親類縁者同士が押し付け合っていたため行く当てがなかったところに、怪異に襲われながらも避けて交わす姿を見て「すそはらい」としての才能を感じ取った央姫の誘いを受け、つづら殿に入る。つづら殿では「外様」扱いされ、ひよりらからいじめを受けるも、前述の通り情動の少なさから堪えることはなかった。すそはらいとして認められる試験で「つぐもも」を与えられることが決まった際にも布団部屋に閉じ込められたが、抜け出した時には他の者は既に武具のつぐももを選び終えたあとであり、最後まで残されていたのが帯の「つぐもも」である桐葉だった。
試験の〔雑妖〕討伐で、家族を奪った怪異・火前坊と遭遇。〔雑妖〕を喰らって力を増した火前坊に他の仲間はおろか引率役のすそはらいも苦戦する中で、奏歌は命の危険が伴うギリギリ状況で歓喜の表情を浮かべながら、つぐもも使いとして開眼する。
満たされない『退屈』を抱えており、くらこごりすらも彼女の退屈を満たす対象にはならないほど。また、幼いころから感情は乏しくても好奇心、探求心は旺盛であり、桐葉のみならず、ひより、すみれらつづら殿の仲間たち、くくりなどを次々と開発させた上に一明と交際し出したことから、桐葉とくくりからは「両刀」と思われた。
桐葉にとどめを刺され死んだものの、その後はくくりの弱体化と上岡に張られた結界の解除を待つあざみに守られ、ミウラヒの石片を取り込み〔つくもつき〕として復活する。迷い家のつぐもも達を右手だけでいなし、あざみを通して一也とすなおの戦いから得た「かみがかり」でくくり、桐葉を倒す。だが、最後に一也にとどめを刺そうとしたところで戦いに乱入してきた霞と砂織によって、3年間という結界の中に封じられた。

### 神とその眷属たち
くくり
声 - 久保ユリカ
本作のサブヒロインの1人。上岡の土地神であり、その正体は白山妙理大権現 菊理媛大神（はくさんみょうりだいごんげん くくりひめのおおかみ）（声 - 井上喜久子）である。白羽儀の菊理からは「上岡くくり」と呼ばれている。
本来は大人の姿だが、〔つくもつき〕となった奏歌を桐葉が殺してから、止むを得ず上岡の街全体に強力で特殊な結界を張ったことで極めて力を消耗した状態となってしまった副作用で、普段は巫女のような服装をした幼い少女の姿をしている。
桐葉とは旧知の仲で、桐葉と同様甘味が好き。ただし、自身の一番の好みは水ようかん。一也に好意を抱いている様子で、一也らのいやらしい姿を見て「3P」やら「SM」やらを大声で口にする耳年増。会話は関西弁で、一也のことを「かずやん」と呼ぶ。一也たちの通う上岡東中学校の校長とも知己の間柄であり、学校に入り込んだ上で『白山（しろやま）くくり』として「お悩み相談室」の顧問にもなった。土地神としての経験と知識を活かして一也や桐葉をサポートするがいつも詰めが甘く、ミスをするたびに桐葉に関節技をかけられるのがお約束になっている。
れっきとした土地神であるが、社の寂れ具合もあって金銭的に困窮して内職に励んだり、特に一也を「すそはらい」として覚醒させるための試練（試しの儀）とその後の嵐とで神社が崩壊した後は、住む場所や食べる場所の確保に困ったりと人間的な苦労が絶えない。神社の崩壊直後は公園の遊具の中で黒耀とともにホームレス状態で暮らしていたが、その遊具が危険とされ取り壊されたため居場所がなくなり、加賀見家に居候することになる。
水を自由に操る力を持つが、幼き姿では能面と神域の補助無しでは満足に力を振るえない状態となっている。さらに境内を離れると最大の技である「みなづち」ですらバケツに溜めた程度の水しか浴びせられない。この結界は人間はともかく、力のある付喪神は通り抜けることを阻害される（通れない訳ではないが、虎鉄は一瞬拒絶されていた）。こうして力を消耗してしまっているため、「おのごろ祭り」のターゲットとして、付喪神たちに命を狙われることになる。加えて、怪異が起きる度に「すその淀みを払うこと」でさらに力を消耗してしまっている。そのため、自分がおのごろ祭りのターゲットとなっていることには薄々と勘付いていた。しかし、弱体化しても迷い家の急進派を苦することなく撃退できる力は持っている。
結界を解除すると本来の大人の姿に戻り、関西弁ではなく標準語で話し（ただテンパると関西弁も出る）、一也のことも「一也さん」と呼ぶようになる。迷い家の付喪神たちが上岡に一斉攻撃を仕掛けたことを知り、結界を解除し元の大人の姿に戻るも、〔つくもつき〕として復活し「かみがかり」を起こした奏歌に圧倒されてしまう。命を落としたかと思われたが、霞と砂織が作り出した時間停止空間に保護され、その後白羽儀の菊理により肉体は再生され大銀白羽儀神社に安置された。ただ、魂は黄泉国へと旅立っており、抜け殻の状態となっていたため、一也らが10日間のタイムリミットギリギリで黄泉国からくくりの魂を連れ戻し、無事復活した。ただ、身体が馴染んでいないため、再び幼い少女の姿となってしまった。
黒耀（こくよう）
声 - 松井恵理子
本作のサブヒロインの1人。くくりに仕える巫女であり、その正体は鴉の化身。
人並み外れた爆乳を持つ長身美女。羞恥心が薄くて一般常識に欠け、茫洋で物怖じしない大喰らい。神社崩壊後、くくりと共に加賀見家に居候している。
かなり無頓着な性分であり、初登場時はくくりが描いた似顔絵を頼りに一也を捜していたが、無関係な者たちを巻き込んでしまった。飲食店でバイトを行っているが、賄いで食べる量が尋常ではなく、職場を転々とする始末。
仕えているくくりに対しては、「日本書紀にちらりと一文だけ　存在感の薄い神」とか「古事記に記されるような有力な祭神でなければ」などとつぶやいたりと遠慮がないが、実のところはくくりの仇を討とうと奏歌に立ち向かうなど忠誠を尽くしている。そのくくりが倒され3年間の結界が作られた後は、大銀白羽儀神社に仕えている。
普段はあまり表に出さないが、個人的に一也のことを気に入っている模様。率先して授乳に応じている。
白羽儀の菊理（しらはぎのくくり）
I県H市に存在する大銀白羽儀神社の祭神で、多く存在する菊理媛神の一柱。故に彼女も上岡くくり同様に白山妙理大権現 菊理媛大神である。彼女曰く、その中でも最も尊い一柱。
分身体で上岡くくりの社にお供えされていた水ようかんを盗みに来た所をかずやと桐葉に見つかり、お仕置きされてしまうも、後に上岡くくり復活のために自分の所へやってきたかずやと桐葉に再会した際は、自身が全力を出せる本体であった事もあり、その時の恨みを存分に晴らしている。
身体は完全に修復されたが、抜け殻状態となっている上岡くくりの霊魂を黄泉国に直接行って呼び覚ましつれかえるという「黄泉還り」を、かずやと桐葉の二人に提案する。
白羽翅しらね（しらはばね しらね）
大銀白羽儀神社の神使で、短剣の付喪神。白羽儀の菊理の事は『白羽儀様』と呼んでいる。女性だが、一人称は「僕」で見た目・話し言葉も男っぽい。
自分の気配も察せず、白羽儀様の戯れも避けられないかずやと桐葉を認めておらず、「黄泉還り」の任務に適役かどうか二人の前に立ちはだかる。
ほのか
声 - 折笠愛
火之迦具土神（ひのかぐつちのかみ）。すなおたちが居る小宮の愛宕神社に住まう土地神で、炎を自在に操る。活動的な恰好や男性的な言動を好み、鋭い三白眼の持ち主だが女性。試練を突破したすなおを、すおうの後任「すそはらい」として認めた。
すおう、すなお兄妹とは、彼らが子供のころからの旧知の仲であり、すなおが「すそはらい」の役目を志願した際には、未熟ぶりを説いて断念するよう諭したこともある。
同じ土地神のくくりとも友好な関係。ミウラヒが死んだことで霊力が途絶えた迷い家勢に対しては、生きている者は降伏を条件に救命した。
金山 たぐり（かなやま たぐり）
声 - M・A・O
金山毘売神（かなやまびめのかみ）。金羅神社に住まう祭神。くくりや桐葉に金を貸し付ける代わりに、いつも卑猥な要求をする。女性だが重度のロリコン。金剛角と呼ばれるおみくじの抽選器のような大きな六角形で塔状の武器を使う。直接敵にぶつける他、相手の攻撃を防ぐ盾になる他、六剛結界と呼ばれる別空間を作り出すこともできる。また、本気になれば笑顔のまま目が半開きになり、コロニーレーザーのような形状になり一瞬にして敵を焼き払う鉄穴流（かんなながし）という技を放つ。
後にまぁちゃんという幼女を金羅神社へ招き入れ、借金返済のためにこき使ったり、身体をもてあそんだりしている。
作者曰く「当初は男性（のつもり）として描いていたが、15話で本格的に登場となった際に女性にした方が扱いやすい」という理由で女性になったことを明かしている。
兼爺（かねじい）
声 - 菊池正美
八意思兼神（やごころのおもいかねのかみ）。天象神社に住まう祭神。「やごころすそ予報」（有料）を出している、巨乳好きな爺さん。
磐長姫（いわながひめ）
石長比売（いわながひめ）。千年前、富士山噴火に端を発する大飢饉による《すそ》の乱れを正していたが、そのために衰弱したところをミウラヒたちに襲われ、殺害された。その怨念は《すそ》となって後世に残留し続け、現代に至り一也を身籠った奏歌が接触。それによって一也が異常に高い霊力と《すそ》を引き寄せる「忌み子」として誕生することとなった。
館壌 はにや（たてつち はにや）
館壌神社の祭神。ミニスカートにルーズソックスというコギャルのような恰好をし、語尾に「…にぃ」とつけて喋るのが口癖。央姫の依頼で、傀儡帯の呪いで異形化した斑井を人の姿へと戻した。ただ、それをするには1億5千万円ほどかかるようで、その費用をたぐりに肩代わりしてもらった代わりに、斑井は幼女の姿のまま金山神社でこき使わされている。

### 付喪神たち
桐葉（きりは）
詳細は桐葉を参照
砂織（さおり）
詳細は砂織を参照
虎鉄（こてつ）
詳細は虎鉄を参照
美鷹 みまね（みよう みまね）
声 - 内田愛美
鏡の付喪神。見た目は小学生くらい幼い。自身の写し身である「血鏡」（ちかがみ）を使い、鏡の特性による多彩な能力を使う。
「おのごろ祭り」を行うまでは上岡東中学校の女子生徒に扮していた。常に刺激を求めるほど好奇心が旺盛で、「つまんなーい」が口癖。そのため、迷い家では新参者のあきとやあるみをうんざりさせるほど質問攻めにした。また、おしゃべりで軽率で、注意したことをすぐに忘れ、おのごろ祭りのための計画を破綻させかねない行動を取るため、あきとをいつもやきもきさせている。だが、あきとから迷い家の秘密について質問された時だけは、自ら口を塞いで話さなかった。
街中のゲームセンターでの〔あまぞぎ〕の一件で、一也や桐葉にはつぐももであることがバレてしまった（だが本人は全く悪びれていない）。後にあきととともにお悩み相談室のメンバーに加わる。
失敗に終わった「おのごろ祭り」のあと神側に投降し生き延びたが、あるみとともに、つづら殿に着いてから斑井により傀儡帯で強制的に拘束、使役された。のち九殿武闘会で一也ら親付喪神派が勝利したことで解放され、「つづら殿」での騒動のあと、一也に所有される付喪神の1人となる。但し、普段は霊力の消耗を抑えるため、原身である手鏡であることが多い。
響華（きょうか）
声 - 徳井青空
横笛の付喪神。陰陽師の装束と学生服を足したような姿の少女。真名はおとむらさき。
元は「おのごろ祭り」を実行する前に、独断で先走って土地神襲撃を実行した迷い家グループの1人。サディストな性格に加え、性欲が強く同性愛嗜好もあるため、黒耀をじわじわ痛めつけた時の恍惚感が忘れられず、戦闘中にもかかわらずオナニーを始めていた。
高周波から低周波まで笛の音を利用した多彩な能力を持つ。視覚では捉えられない衝撃波や反響による索敵、超音波で三半規管に影響を与えるなど、1人でも一也・桐葉を圧倒するほどの実力者。ただ、一也による怒りの「かみがかり」で逆に圧倒され霊力を失ってしまい、自ら原身に戻ってしまった。そのあとは一也が仮の主として所持していたことで、微かながらも霊力の供給を受け続けたため、つづら殿で囚われた際に復活する。復活したあとは、囚われた仲間たちを助けることと引き換えに一也たちに協力するようになる。消耗したつぐももを助けるために一時的にとはいえ「全員の仮の主」になった瞬間に一也の信頼に足る本心を見た糸信からの願いも受け、多少ツンデレ気味ながら桐葉を失った一也の新たなパートナーとなった。
九殿武闘会を前に特訓を始めるも自身を使いこなせない一也に苛立ち制裁を加えるが、桐葉の帯技を会得するために自分の身体につぐももを乗っ取らせた方法を聞き、〔つくもつき〕になる可能性の警告をするも一也の意思に折れ、使い方を教えるために一也の身体に憑依する。さらにマグマのように湧き上がる性欲を発散するため、憑依したあとたかのや央姫に襲い掛かろうとする（いずれも失敗）。ただ、逆に九殿武闘会での試合中には、仲間であった付喪神たちを平気で酷使する斑井に怒りを見せる一也を信頼し、〔つくもつき〕とは逆で一也に身体を預ける〔人憑（ひとつき）〕の状態となったものの、一也の酷使により霊力が尽きてしまい、原身の横笛に戻っただけでなく、横笛が損傷してしまい命を失いかける。
「つづら殿」での騒動のあと、斑井の付喪神「蟲心蔵」を用いた修復活性と一也との霊接交により復活・回復する。だが、一也に対してはそれまでツンデレな態度で「とりあえず」とか「一時的」と強弁していたため、桐葉が復活したこともあり「お役御免か」と落ち込んでしまう。素直になれないままこじれ掛けたが、最後は自ら一也に所有者になってほしいと願い出る。そして実験的な意味もあって、一也に所有される付喪神の1人となる。
かつては寛寿と呼ばれる盲目の温和な貴族の下で美しい音色を奏でる笛として幸福に仕えていたが、己を悪行のための道具としてしか価値を見出さない別の主を経て、強い実力を持ちながらも、本来は人間の欲のために力を振るうことや、特に武器として見られることには強い嫌悪感を抱いている。
糸信（しのぶ）
針の付喪神。土地神・碧長姫を討ちとった際、選りすぐりの付喪神108人の中で生き残ることができた3人の中の1人。
投降後、つづら殿で封印の札を貼られ拘束されていたところを一也らに助けられる。
長髪のジト目の少女で、迷い家の序列でも左手最前列の席に就いている。何の打算もなくつぐももを同じ命だと判断する一也を信用できると認め、自らの能力「霊糸縫」によりバラバラに刻まれた桐葉の帯を纏め上げ、桐葉の復活に一役買った。「つづら殿」での騒動のあと、一也に所有される付喪神の1人となる。
そそぐ
徳利の付喪神。盃のような笠を被った女性。マッシュルームカットで前髪が両目を覆うほどの長さのため、表情はあまり窺えない。「つづら殿」での騒動のあと、一也に所有される付喪神の1人となる。
「湖香器（ここうき）」という徳利を用いて、対象となる相手に酒を飲ませれば、飲んだ相手は記憶がなくなったり（再び酒を飲ませれば、消えた記憶は戻る）、身体能力を高める（ただしその副作用もある）ことができる。
くらこごり「でばみみず」と戦った際は、唯一前衛型でない事で役に立てていない事を悲観していたが、かずやと共にでばみみずに呑み込まれた際に焦って調合を間違えてしまい、逆に速度を遅くしてしまう『八速酒』を作り出してしまう。しかし、かずやはそれを敵に対して使用する事で『敵を弱らせる能力』としての価値を見出し、そそぐの能力を引き出し切れていなかった事を自省。そそぐも、かずやが所有者で良かったと嬉し泣きをした。
獏楽（ばくら）
声 - 湯浅かえで
夢枕のつぐももで「夢のスペシャリスト」。夢枕騒動にてくくりに呼ばれ、夢の中に入る際のサポートを行う。もち肌。語尾に「…ですん」と付けるのが口癖。原作ではすぐに居眠りする癖があり、歩行中、入浴中であっても居眠りを始めてしまう。
趣味は、夢の宿った枕である『魂蔵』（「たまくら」。枕の語源と言われる）の収集で、仕事の報酬として受け取る。
あざみ
声 - 大野柚布子
少女の姿をした、黒帯の付喪神。迷い家にとって最も重要な情報である、今最も力の弱っている土地神、そしてその土地神をさらに弱体化させる方法を掴んでいる。あきとらを現世と異空間にある迷い家とを往来できるよう橋渡しの役目も負っている。現世にももう一人、黒いワンピースを着たあざみがおり、このあざみはあきとらに条件付きで協力している。現世にいる黒いワンピースのあざみは一也に好意を抱いており、一也が他の女の子と仲良くしていると、怒りで《すそ》が漏れ出し〔あまそぎ〕を発生させる。
その正体は、幼小時の一也が自分専用の〔つぐもも〕として生み出した付喪神。元は蔵の中で眠っていた黒い帯で誕生方法こそ〔あまそぎ〕に近いが、当初は暴走するようなことは無かった。しかし、一也が訓練用の〔あまそぎ〕を作るために「奏歌のワンピース」にすそを集めた際に暴走、ワンピースに宿っていた意識に取り込まれる。訓練の相手として一也が「ぼくを殺せ」と命じていたことで奏歌に取り憑き、奏歌は〔つくもつき〕となってしまう。「おのごろ祭り」のあと、奏歌とともに霞が作り出した3年間の結界に閉じ込められた。
白羽翅しらね（しらはばね しらね）
詳細は白羽翅しらねを参照
賽（さい）のひふみ
声 - 若林直美
サイコロの付喪神。とある屋敷にて3代に渡り愛用された3種の道具で、あきと、あるみと共に同じ蔵より生まれた女性の付喪神で、二人とは義きょうだいの契りを結んでいる。原身であるサイコロの特性から運命操作が可能なため最も主人から重宝されたが、その主人の強欲により霊力を急速に失い非業の死を遂げることになる。あきとの想い人でもある。

#### 迷い家
あまりに身勝手な主人の許を渡り歩いた結果、人間たちを見限った付喪神たち。迷い家に匿ってもらうことで、所有者たる人間から霊力の供給は受けられなくても辛うじて人の姿を保っていられる。ただそれにも限りがあり、命を失わないためにも、また仲間たちを守るためにも「おのごろ祭り」を行うことを目指し、怪異を用いて騒動を引き起こしている。ミウラヒの号令により迷い家ごと一斉に上岡へと侵攻を開始するも作戦は失敗に終わり、あきと、あるみら生き延びた者は命の保証を受ける条件で神側に投降した。その後は斑井の意向により全員つづら殿で軟禁されていたが、のちに解放され新しい所有者候補との引き合わせも行われている。
安次峰 あきと（あしみね あきと）
声 - 坂田将吾
鋏の付喪神。武力に長けている。「おのごろ祭り」を行うことを狙い、今”最も力が弱まっている”とされる土地神・くくりを討伐するため現世に現れた付喪神たち四人組のリーダー格。〔あまそぎ〕を意図的に暴走させることが出来る。本来は雑貨であるあきとの力は武器の付喪神には劣るが、義妹のあるみの未来予知と組み合わせることで高い戦闘力を発揮する。「鋏」としての特殊能力である「縁斬（えんきり）」と呼ぶ攻撃無効化能力を持つ（ただし、一度使うとしばらくは使えない）。
「おのごろ祭り」を行うまでは上岡東中学校の男子生徒に扮していただけでなく、一也らのクラスメイトとして一也・桐葉らの行動を監視していた。ただ、一也たちとは極力接触を避けていたため、桐葉はあきとがクラスメイトだったことに気付いていなかった。
街中のゲームセンターで発生した〔あまそぎ〕に巻き込まれた際に、みまねがつぐももであることが一也と桐葉にバレてしまったことから、それ以上の深堀りをされるのを防ぐため、それからは止むを得ず表向き『みまねの所有者』として振る舞った。また、不本意ながらみまねとともにお悩み相談室のメンバーにも加えられてしまった。
ミウラヒが死に、椀爺の体調が悪いことなどもあり、迷い家がつづら殿預かりになってからは、付喪神達の代表として人間達との交渉に当たっている。一也とはつづら殿で再会した際に、自らの正体と真の狙いを明かした。
斑井の反乱が終わった後は二印のすそはらいである日出小城ひじりと組んでおり、ひじりに使ってもらえて調子がいいらしい。
安次峰 あるみ（あしみね あるみ）
声 - 杉山里穂
水晶玉の付喪神。水晶玉を用いて、未来を占うことができる。長期・長距離の予知は確率が低下する が、近距離・短時間ならほぼ完全な「先読み」が可能。
あきととは同じ蔵で生まれ、同時に付喪神に昇華したため義兄妹の関係にあるが、あきとのことを義理の兄以上に意識している。また、みまねからは日常的に重度なセクハラを受けている。
「おのごろ祭り」を行うまではあきとの妹として、上岡東中学校の女子生徒に扮していた。水島みつりと真中まなの怪異の話では、男子トイレで一也の前に現われ、怪異のヒントを伝えた（原作のみ）。一也からすれば、水島みつりと真中まなの双方を救うことができたが、実際はみつりがまなに殺されるよりも結果的に呪詛を振りまくことになった。
失敗に終わった「おのごろ祭り」のあと神側に投降し生き延びたが、つづら殿に着いてから斑井により傀儡帯で強制的に拘束、使役された。のち九殿武闘会で一也ら親付喪神派が勝利したことで解放されたが、あきととは異なり新しい所有者は決まっておらず、暫定的に央姫が仮の所有者となっている。
八津川 やすき（やつかわ やすき）
声 - 菊池幸利
弓の付喪神。あきと同様、攻撃力は高い。迷い家の門番でもあり、最初、迷い家に辿り着いたあきとたちに対して、情報漏洩（と、みまねに対しての悪影響）を恐れて亡き者にしようとした。あきと曰く「単なる過保護」。無口であまり発言をしないため、何を考えているかはよくわからない。
「おのごろ祭り」を行うまでは上岡東中学校の男子生徒に扮していた。
投降後、つづら殿で封印の札を貼られ拘束されていたところを一也らに助けられる。
美鷹 みまね（みよう みまね）
詳細は美鷹 みまねを参照
響華（きょうか）
詳細は響華を参照
糸信（しのぶ）
詳細は糸信を参照
そそぐ
詳細はそそぐを参照
あざみ
詳細はあざみを参照
ミウラヒ
声 - 露崎亘
迷い家の所有者だが、自らがその迷い家の付喪神でもある。命を保つため、自身同様に所有者のいない付喪神たちを迷い家に匿っている。
付喪神たちに霊力を供給するため土地神の「石片（かけら）」を自ら身体に宿して神となったが、普段はその「石片」の暴走を抑えるため自ら意識を絶ち、即身仏と化している。
だが、その「石片」の効力も弱まってきたことで、迷い家の付喪神の中には命を落とした者だけでなく、人喰いに走る者までも現れ出したことから、最後の賭けとして元の姿に戻り上岡への侵攻を開始するも、あざみによる背後からの不意打ちで「石片」を奪われて死亡した。
丹面（たんめん）
声 - 宮崎敦吉
椀の付喪神。迷い家の長。周りからは「椀爺」（わんじい）と呼ばれている長老。あきとらを迷い家に呼び寄せ、そして呼び寄せた真の理由を告げる。
みまねが持つ「既視面鏡」の能力で入浴中のあるみらの裸を見て喜ぶなど、結構スケベ。長老の立場ながらその行動を諌めるため、周りからよく制裁を食らっている。
投降後、つづら殿で封印の札を貼られ拘束されていたところを一也らに助けられるが、霊力が弱まっており身体がかなり衰弱している。
右晶、左晶（うらら、さらら）
靴の付喪神。丹面の左右に控えているお付きの女性。丹面がスケベな行動に出ると、遠慮なく真っ先に制裁を食らわす。ほのかとの戦いでは蹴り技を使い、2人でのコンビネーションによる攻撃で一気に畳みかけようとした。
投降後、つづら殿で封印の札を貼られ拘束されていたところを一也らに助けられる。
千影（ちかげ）
声 - 矢方美紀
槍の付喪神。女武者で、常に甲冑の出で立ちをしている。若々しい外見に反し、迷い家では最古参であり、かつて土地神・磐長姫を討ちとった際、選りすぐりの付喪神108人の中で生き残ることができた3人の中の1人でもある。あきととは稽古や相談を受けるなど姉御肌的な存在だが、未だ一度足りともあきとが千影に勝利したことは無いほどの実力者。面倒見のいい性格で、またその武勇には尊厳を抱かれている。あざみ捕獲の際にも活躍した。
投降後、つづら殿で封印の札を貼られ拘束されていたところを一也らに助けられる。
三条
杖の付喪神。土地神・碧長姫を討ちとった際、選りすぐりの付喪神108人の中で生き残ることができた3人の中の1人。
頭を丸めた僧侶のような風貌で、糸信と共に右手最前列に就いている。
心昭
木槌の付喪神。常に微笑みをたたえた褐色の大男。あざみ捕獲の際にも活躍した。他の付喪神3人を軽々と押さえつける剛力の持ち主。
投降後、つづら殿で封印の札を貼られ拘束されていたところを一也らに助けられる。
男十郎、切姫
男十郎は独楽の付喪神。切姫は小刀の付喪神。迷い家から供給される霊力の不足が進行し、人の姿を保てなくなってしまい原型へと還った付喪神。
玄斧（げんぶ）
声 - 浜田洋平
斧の付喪神。迷い家の限界が近いことから、土地神襲撃の時期を待つことに痺れを切らし、独断的に襲撃を敢行したグループの実質的リーダー格。
豪胆な大男で、あきととも互角に戦う実力者。くくりを守ろうとした黒耀に4人がかりで重症を負わせた。仲間の付喪神たちが次々倒れていくことに心を痛めるなど、仲間想いな面を見せるが、あきとは好きになれなかった。
朱紋橋（しゅもんばし）
橋の付喪神。女性。掌支承（たなししょう）「心渡（こころわたし）」という技で、相手の心の中を見ることができる。そして、それを第三者に見せることもできる。
投降後、つづら殿で封印の札を貼られ拘束されていたところを一也らに助けられる。
扇雅、盾合
声 - 美斉津恵友（扇雅）、菊池幸利（盾合）
扇雅は扇の付喪神。盾合は盾の付喪神。土地神襲撃に加担した付喪神で、いずれも男性。くくりに執着する金山たぐりと二対一で闘うが、一通り力を見られた後、無傷のまま焼き払われ死亡、原身に戻る。
三十郎
轆轤の付喪神。土地神襲撃を訴えていた代表格の玄斧たちが迷い家から離脱したことによって、本来抑えていた急進派が一斉蜂起し、人を喰らい始める。
人を喰らったことで大幅に力を得た一方で、自我を失った妖魔と化した。三十郎もあきとたちの留守中に迷い家の仲間たちを20人殺害する。
ぐらもん、ふしみつ、つちしろ
ぐらもんは蓄音機の付喪神。ふしみつは画筆の付喪神。つちしろは植木鉢の付喪神。九殿武闘会にて隷付喪神派から傀儡帯によって「隠し玉」として酷使された付喪神。いずれも結果的に破壊され付喪神としての命を落とす。

### 上岡東中学校

#### お悩み相談室
一也の発案で設けられたクラブ。主に学校内で起きる怪異を解決するために活動する。おのごろ祭りが起こってからは学校内でのエピソードが減っており、登場頻度が下がっている。
近石 千里（ちかいし ちさと）
声 - 芝崎典子
一也の幼馴染。一也、四郎、治と同じクラスで学級委員長。慎ましい胸を持ち、おさげでメガネとハリセンを装備。母親が病気がちのため、普段から代わって父親と弟（ちはる）の分も含めて弁当を作るなど、家庭的な面もある。
一也に好意を持っているが、あまりそれを主張するようなことはない。しかし、一也に近づく女子は気にかかるようで、初めて桐葉に会った時には図書室に〔あまそぎ〕による結界と書籍で構成されるゴーレムを作り出した。「願いの成就」によって〔あまそぎ〕を消滅させた、数少ない人物。
お悩み相談室のメンバーの一人。クラスメイトの中では最も早く怪異やつぐももなどの存在を知り、積極的に一也たちに協力するようになる。
〔あまそぎ〕と化した恋愛シミュレーションゲーム「ピュアハート」の影響で大門ひろしとの仲が急速に深まったため、一也とは一時的に距離ができたが、最後に一也が大逆転して千里を攻略したため元の関係に戻った。そのあと、この〔あまそぎ〕のせいで一也と性交渉を行いかけたものの、その直前に〔あまそぎ〕が破壊されたため我に返り未遂に終わった。とは言えその記憶自体は残っているため、後に攻略という単語や連想することがらでそのことを思い出して赤面してしまう。
真面目な性格から普段は地味な格好をしているが、上記の事件の際に、髪を解き眼鏡を外した彼女を見た一也は（千里とは最初分からなかったが）「きれいなおんなのひと｣と評した。
白峰 四郎（しらみね しろう）
声 - 國立幸
一也のクラスメイト。おかっぱ頭の少年。自他共に認める女好き（巨乳限定）。見た目は悪くないがとにかく節操の無い性格であり、あらゆる女子に片っ端からコナを掛ける上にラブレターを使い回すなどの無神経な行動を平気でするため、全くモテない。〔あまそぎ〕と化したコロン「もてもてフレグランス」でハーレム騒動を起こしたこともある。
軽薄で思慮の浅い言動が目立つが、自分の過ちやミスをきちんと認められるだけの分別は備えている。お悩み相談室のメンバーであり、その運の強さが事件解決につながることもある。20巻の番外編では、はた迷惑な「エロ本のあまそぎ」を作り出した。
小山内 治（おさない おさむ）
声 - 佐々木詩帆
一也のクラスメイトの男子生徒。絵心があり、常にスケッチブックを持ち歩いて状況を絵にする習慣の持ち主。お悩み相談室のメンバーであり、同時に漫画研究会にも所属している。
普段は常に眼鏡を掛けているため原作では素顔は描かれていないが、アニメ第2期第1話では水泳の授業中にプールサイドにて眼鏡を外した素顔でスケッチをしている姿が描かれている。
非常に沈着冷静で、怪異を目の当たりにしてもほとんど動じず、夢の中で女性化したときも含めて淡々と状況を見究められる。一也たちの中でもブレーンとしての役割が大きい。実家は裕福なようで四郎の借金を立て替えたこともあり、これも含め、同人漫画制作の手伝い（ページ単位）で取引する。
レギュラーメンバーの中で〔あまそぎ〕を生み出していない唯一の人物。だが、遭遇した〔あまそぎ〕「具現化スケッチブック」を持ち主よりも使いこなしたりするなど、発想は豊かな物がある。
只田 忠孝（ただた ただたか）
声 - 小松未可子
一也たちの通う上岡東中学校の生徒会長。一也に対する思いから〔あまそぎ〕と化したかつらで〔つくもつき〕になってしまう（本人曰く、「一也が好き」なだけで同性愛志向はない）。一也は全く面識がなかったが、一也が初めて生徒会室に呼び出された時に同行した桐葉に対しては親しげに話しかけており、桐葉とは既に面識がある。〔すそがえし〕によって髪が全部抜けたため鬘を被っているが、〔すそがえし〕が弱まったおかげで徐々に回復しオバQのような3本の毛が生えるまでになった。頭部を別にすれば容姿端麗な少年であり、初対面の際に女装していた彼を一也は男だと見抜けなかった。
お悩み相談室の外部メンバーであり、生徒会長という立場から一也たちをフォローする。
奈中井 ななこ（ななかい ななこ）
声 - 広橋涼
上岡東中学校の新聞部に所属する、1年の女子生徒。
2年前に自殺した姉の名護えいこの死の真相を探るさなか、残されたえいこの毛髪からえいこの姿をした「かみおにもどき」の〔あまそぎ〕を生み出し、〔つくもつき〕になってしまう。「かみおにもどき」はえいこの姿とともに「できもの」も再現し、この「できもの」はえいこの最後の願いである「ななこの死」を叶えるべく、ななこに遺書を読ませた上でななこ自身が死を願うよう仕向ける。ななこがえいこの死の真相を知ったことで自身の死を願ったことから「かみおにもどき」は「かみおに」という〔あまそぎ〕へと化してしまう。ただ、一也がこの〔あまそぎ〕を破壊したことで〔すそがえし〕が起きてしまい、声を失ってしまう も、のちに徐々にではあるが声が出るようになっており回復の兆しを見せている。
お悩み相談室のメンバーではないが、新聞部という立場から一也たちをサポート、フォローする。

#### その他の生徒、教職員
伊良波 いすず（いらは いすず）
声 - 橘えみり
一也、桐葉、千里、四郎、治らのクラス2年2組の担任。担当は国語。巨乳の女性。28歳独身、彼氏なし。熱意はあるが強く出られない性格から、他人を夢の中に引き込む「夢枕」の〔あまそぎ〕を生み出してしまう。その後自らの手で夢の中で〔あまそぎ〕を破壊したため、〔すそがえし〕は起きていない。
夢の世界では、正体を隠すため中学生くらいの姿に変身し、「四字熟語」を書いた紙を咥えることでその文言通りの効果を発揮する能力を使った。また、蜘蛛が大の苦手で、自身の『影』が巨大な蜘蛛の妖怪に変化した瞬間、ショックで気絶してしまった（アニメでは、たじろいだだけで気絶はしなかった）。
美砂 みさこ（みさご みさこ）
声 - 大坪由佳
一也らと同じ2年2組の女子生徒。連載開始前に掲載された予告漫画で既に登場していた（この時は代わりに四郎が出ていない）が、連載開始後はモブキャラに近い扱いとなり数カット登場した程度に留まる。ただ、四郎曰く「上岡東中学校ベスト4美少女」の1人である。
中島（なかじま）
声 - 浜添伸也
TRPG同好会の部員である男子生徒。社会科研究部の部室を占領し、TRPG同好会の部昇格を企んでいる。スケッチブックの〔あまそぎ〕を使い、怪物を生み出したり部室のドアを消したりと、忠孝のサインと捺印を得るべく行動していた。一度は脅迫に応じようとした忠孝だが、帯の間合いを得た一也が廊下にあった消火器を奪い具現化した怪物を塗りつぶしたことで事態は収まった。後に中島自身の手でスケッチブックは破棄されたため〔すそがえし〕は起こっていない。
大門 ひろし（おおかど ひろし）
声 - 浜田洋平
千里に告白した男子生徒。だが、千里の「好きな人がいる」という言葉で玉砕したことで、ギャルゲー「ピュアハート」の〔あまそぎ〕を生み出す。学校中がゲームの世界になったのを利用して千里に再接近し、千里とはとてもいい雰囲気となる。残るは告白するだけ、そしてOKを貰えばクリア…も、その告白の直前に一也が割り込み、ゲーム内バグ技の「略奪コンボ」を決められて逆転され、失敗に終わる。一也らは『ゲーム＝家庭用ゲーム機』という認識であったため〔あまそぎ〕探しが難航したが、この「ピュアハート」はパソコンで動作するアダルト版であり、校内のコンピューター室にあるパソコンで動作していたことが判明した。最後はひろし自身の手でディスクを破壊したため〔すそがえし〕は起こっていない。
只田 たたみ（ただた たたみ）
声 - 井上ほの花
「ピュアハート」の〔あまそぎ〕が発生した翌日の朝、食パンを咥えながら走って廊下で一也とぶつかった女子生徒。登場はこのシーンのみで、ほぼモブキャラ。状況を呑み込めていなかった一也はいきなり目の前に表れたコマンドでいい加減な選択をしたため平手打ちを食らった。忠孝とは苗字が同じだが関係は不明。
名護 えいこ（なご えいこ）
声 - 大和田仁美
ななこの姉。姉妹で苗字が違うのは、両親が離婚したことで、ななこは母親に付いたため母方の姓を名乗っているためである。
生前、上岡東中学校1年生の時、イケてるクラスメイトの男子生徒・仁科ゆういちに興味を持ち、お互い抜け駆けしないよう、さくみ、ゆうらとともに自身を含めた女子生徒5人で「仁科ゆういちファンクラブ」を結成する。
幼いころは自分よりも妹のななこの方が勉強・運動ともにできたことで周りから褒められたため、いつの間にか自分を卑下するようになり、性格も内気になる。それは中学生になっても変わらず、心の奥底に本心を溜め込んでばかりいたある日〔あまそぎ〕を生み出し〔つくもつき〕となってしまう。胸元にできた〔あまそぎ〕は初めのうちは小さな凹凸の痣であったが、それは日に日に大きくなるばかりか痣自身が言葉を発するようになり、終いには大きな声でえいこの心の本心を喋るようになる。ただ、それからというもの、よく話すようになるなど性格も明るくなり、物事をはっきりと言えるようになる。〔あまそぎ〕から「願いを成就したら消えてやる」と言われたため、ゆういちに告白し、OKの返事をもらう。
願いが成就したことで〔あまそぎ〕は消滅する…と思いきや、〔あまそぎ〕は最後の願いが叶えられていない、と言い、消滅しなかった。最後の願いとは、一緒になった彼が『ある人』に心を奪われないようにしなければならない、というものであったが、その『ある人』が「自分よりかわいくてきれいで頭がよくて運動ができる」妹・ななこであった。ただ、心の奥底では邪魔だと思いつつも大好きだった妹のために、結局は自ら『死』を選び、1年生の時に校舎の屋上から飛び降り自殺してしまう。
村月 さくみ（むらつき さくみ）
声 - 優木かな
えいことは同級生だった、3年の女子生徒。2年前にえいこが自殺した時の第一発見者で、「仁科ゆういちファンクラブ」の1人でもあった。ゆういちがえいこに興味を持ったことで、嫉妬心からえいこに嫌がらせをするようになる。
えいこの遺書をずっと隠し持っていたが、自分が嫌がらせをしていたことが自殺の原因と思い込んでいたため、遺書の中身は怖くて読めずにいた。えいこの毛髪から生まれた「かみおにもどき」の〔あまそぎ〕に襲われたことで、自身が遺書を隠し持っていたことを告げ、保管してあった遺書を自宅に取りに戻り、ななこにそれを手渡す。
越坂部 ゆう（こさかべ ゆう）
声 - 大坪由佳
同じく「仁科ゆういちファンクラブ」メンバーの1人だった、3年の女子生徒。えいことゆういちが親しくなったことでメンバー間の仲がぎくしゃくしだしたことに嫌気が差し、ファンクラブを脱退して距離を置いた。
真中 まな（まなか まな）
声 - 広瀬ゆうき
2年5組の女子生徒。陸上部員。元々は内向的な性格で、親友となったみつりにコンプレックスを感じており、「ランニングシューズ」の〔あまそぎ〕を生み出してしまった上に、あきとらの力で〔つくもつき〕となってしまう。一也によって〔あまそぎ〕は破壊されたが、〔すそがえし〕によって両脚が動かなくなり車椅子での生活を余儀なくされている。
水島 みつり（みずしま みつり）
声 - 新田ひより
2年5組の女子生徒。陸上部員。小柄だが快活で裏表のない性格。四郎が「まな宛てのラブレター」をみつりの下足箱に入れ間違えた（まなとみつりは出席番号が1番違いであった）ために交際騒動が起きる。まなから〔あまそぎ〕となったランニングシューズを贈られ、それを履いて競技に臨んでいたため記録が伸び悩んでいた。しかも〔あまそぎ〕によって肉体の成長までも抑えられていたため、〔あまそぎ〕の破壊後は別人と思えるほど一気に急成長した。
布津浦 ふう（ふつうら ふう）
2年4組の女子生徒。オカルト研究会の会長で、日常の裏に潜む「異常」を求めているも何もない日常の世界には異常など存在しないのではないかと考える。夜の学校に潜入し、同じく潜入していた一也たちと出会い、自分がオカルトに傾倒するようになった経緯を説明する。それと同時に「異常」に遭遇するがかつての自分が書いた小説「ふう魔伝」に登場するモンスターだと知り、〔あまそぎ〕と化した小説の破壊を依頼する。小説を守護していたモンスターの退治に成功するが、桐葉がふうに小説を破棄させようとしたところで戦いの余波で小説がバラバラになってしまい、記憶喪失という〔すそがえし〕が起こってしまった。
その後は自分のクラスに転入してきたすなおに興味を示すが、あしらわれてしまう。
小林 このか（こばやし このか）
2年3組の女子生徒。台本の〔あまそぎ〕の所有者。演劇部の発表会にて脚本を押し付けられ書き上げるも修正に次ぐ修正、報酬の取り上げなど散々な目に遭った経緯から〔あまそぎ〕の力で学校をファンタジー世界へと書き換えてしまう。彼女の作った世界に入り込んだ者は、髪桜で守られてない限りは自由な意思を持たないモンスターとなり「勇者小林」に討伐される形になる。
一也たちと交戦するも結果的に敗北。頑として〔あまそぎ〕の破壊を行わなかったため、一也らの手によって破壊されたことで〔すそがえし〕が起こり、髪型が勇者ヘアーで固まってしまった。
脇坂 わかな（わきさか わかな）
声 - 河野ひより
好きな男子生徒に告白するも振られたことで、腹いせに「恋のすごろクイズ」という双六の〔あまそぎ〕を生み出し、校内中のカップルを破局させようとした女子生徒。一也、桐葉、あきと、あるみの4人も放課後に廊下で居合わせた際に、双六の〔あまそぎ〕に同時に巻き込まれてしまう。
双六ではサイコロを振って出たマス目の数を進めるが、そこで出題されるクイズ（セクハラレベルの内容）に不正解すると、女子生徒のアイテムが一つずつ消えていき、終いには女子生徒は全裸にされてしまう。しかも、ゴールに辿り着けなかったカップルは〔あまそぎ〕に閉じ込められた。
一也・桐葉ペアはゴール直前までスカーフ1枚を無くしただけであったが、最後に不正解 となり振り出しに戻される。一方、あきと・あるみペアは正解を出しゴールしたことで、そのゲームクリアの報酬としてわかなに〔あまそぎ〕を破壊させたため〔すそがえし〕は起きていない。

### 皇家
皇 すなお（すめらぎ すなお）
声 - 大地葉
皇流剣術の次期継承者で、一也と同じく、付喪神の虎鉄と一体化することで怪異と戦う能力を持つ「すそはらい」の少女。一也たちと同い年で14歳。格付けは七印。
普段は一也たちが住む上岡に隣接する小宮という地域（皇家が居住する地区）ですそはらいの任についているが、くくりの身の回りに危機が迫ってからは、高天原からの命により臨時措置として上岡で一也のサポートをすることになり、虎鉄とともに一時的に加賀見家に居候した。そのため13巻64話で上岡東中学校2年4組に転校し、同時にお悩み相談室のメンバーとしても加わった。
すなお自身も認めているほど頭に血が上りやすい性格で、一度激昂すると分別が付かなくなるタイプ。幼いころ、慕っていた兄・すおうを殺害した「仇」である怪異を興味本位で土地境を越えて見物しただけでなく撃退してしまった奏歌を「仇の仇」と決め付け、虎鉄を従え対峙するも全く歯が立たなかった。奏歌とは、自身が修行して強くなってから改めて（「仇の仇」である奏歌を倒すべく）決闘を受けてもらう約束をし、つづら殿へ修行に入るまでの間稽古をつけてもらった。ただ、そのつづら殿に居た間は、その直情径行から私闘乱闘を繰り返し、反省部屋送り82回という大記録を打ち立て「小宮のすなおに」と呼ばれていた。
長く修行したつづら殿から戻ったあと、奏歌が既に亡くなっていたこと、上岡では奏歌に代わる新しい「すそはらい」として一也が就いたことを知る。ただ、その時の一也は「すそはらい」になりたてで未熟であったため、頼りないその姿に激怒し「お前は奏歌様の後継者に相応しくない」と勝手に決め付け、上岡東中の校内で待ち伏せ出会い頭でいきなり一也を殴った上に決闘を申し込む。
一週間後に行われた一也との決闘では、「がみがかり」を起こした一也に敗北してしまう。それからは考えを改め、自らの行いを恥じるようになり、次第に性格は丸くなっていった（それでも一也に対しては、裸を見られたらそれが事故であっても容赦なく鉄拳制裁を喰らわせている）。虎鉄に対しても当初は亡き兄・すおうへの思慕から道具扱いしてきたが、一也との決闘・柄の修復の後はパートナーとして認めるようになった。
さらに、決闘を自ら申し込みながら敗北した上に虎鉄を破損させたことを知った母・すずりに激怒され、無敗を常とする皇流から破門されそうになる。母からは、自分を破った一也と恋人になることで許すと言われたため、一也を自宅に招き何とか演技でごまかそうとしたが、結局はバレて母からのきついお仕置きを受けた。
決闘に敗北してからは一也に好意を抱くようになったツンデレ。終いには一也と添い寝した布団の中で本音をつい暴露してしまう（ただ、一也としてはあくまで演技だと思い込んでいる）。なお、破門はされていないので婚約は継続中。
修復が完了しても人の姿になろうとはしなかった虎鉄に対して心から謝罪したこと、一緒に居たいという願いを伝えたことで、再び人の姿になれた虎鉄と一体となる「かみがかり」を成し遂げた。ただ、最高位である八印を超える九印レベルの「かみがかり」を成し遂げたものの、昇格への推薦を受けられていないためつづら殿での格付けは七印に留められている。
一也との決闘のあと、桐葉から「奏歌はワシが殺した」と直接明かされる。
狐面（きつねめん）
復活した奏歌らとの戦いの直後、小宮に戻りほのかとの稽古に励んでいたすなおだったが、つづら殿に向かった一也のことが頭から離れず身が入らなかった。それを見抜いていたほのかの提案もあり、改めてすなお自身もつづら殿で修行に励むことになった。
ただ、つづら殿ではすなお本人の意向で狐の仮面を被って修行していたため暫くは正体を明かさず、また風呂の間ですら仮面を被っていたため、当初は女性であるという以外は皆目見当もつかなかった。狐の仮面を被っていた間も一也を影から尾行監視しており、一也が別の女性と良い雰囲気だと怒りに震え、時に直接制裁を喰らわした。九殿武闘会では自らの番の直前で央菜から「隠す必要はない」と言われたことで仮面を脱ぎ、正体を現した。
虎鉄（こてつ）
声 - 大久保瑠美
日本刀の付喪神で、少年の姿をしている。すなおには以前からかなり理不尽な扱いを受けており、その不遇振りは一也に通じるものがある。
一也とすなおの勝負の際、すなおの戦い方が荒かったためにダメージが蓄積、最後は「かみがかり」を発動させた一也のちからおびの一撃により、柄の部分が破壊されてしまった。
後に修復に出されたが、それまでのすなおからの理不尽な扱いがトラウマとなってしまい、その修復が完了しても「すおうを救えず、すなおの力にもなれなかった自分はいらない」と拒絶されることを恐れ、人の姿になろうとはしなかった。しかし、すなおが虎鉄に対して心から謝罪したこと、一緒に居たいという願いが伝わったことで、再び人の姿になれた。
皇 すずり（すめらぎ すずり）
声 - 五十嵐裕美
すなお、すおうの母にして、皇流剣術の現継承者。17歳の時、初めて父以外の男（すすむ）に敗北し、婚約。婚約から6年後に結婚した。
他を圧倒するほどの実力を備えており、娘のすなおに対しては立派な継承者とするべく、涼しい顔をしつつ日々厳しくしつけている。特に教えを破ったり、嘘をついたりした場合には、地下にある拷問具などが居並ぶ専用の仕置き部屋に連行し「おしおき四十八手」と称するきつい仕置きを施す。
すなおと一也の関係が演技だと気づいた後も、一也の人となりを気に入っている素振りを見せた。一也のことは皇流剣術の後継者（すなおの結婚相手）候補として見込んでおり、後に加賀見家に居候することになったすなおに対しては、家を出ていく前に「いい機会」とばかりに居候中に一也と肉体関係を結ぶよう迫った。
皇 すすむ（すめらぎ すすむ）
声 - 若本規夫
すなお、すおうの父。婿養子である。
現在は強面だが、若かりしころは道場一弱く、2年通っても全く腕が上がらなかったことから他の練習生に雑用を押し付けられたりしていた。何時ものように押し付けられた風呂掃除中、偶然すずりの裸を見てしまい、さらにアクシデントとはいえ偶然一本を取ってしまったことから、数年にも及ぶすずりの地獄の特訓を経て夫となった経緯がある。
小学校卒業まで一緒に風呂に入っていたほど溺愛している愛娘すなおの恋人候補である一也に対しては並々ならぬ敵対心を抱き、再三に渡って攻撃の機会を窺うも、毎度毎度すすむ自身のミスやすずりによる粛清に遭い、結局は失敗に終わっている。
皇 すおう（すめらぎ すおう）
声 - 高塚智人
すなおの亡き兄。
虎鉄と共に「すそはらい」の任に就いていたが、強力な〔あまそぎ〕の手によって殺されてしまった。一也と同様、つぐももを道具としてではなくパートナーと考え、接していた。

### つづら殿
付喪神をすそはらいの道具として見下す「隷付喪神派」と、付喪神を対等以上のパートナーとして接する「親付喪神派」とで派閥があり、付喪神に対する考え方の相違から、お互い対立することが多い。ただ、つづら殿のすそはらい全員がどちらかの派閥についているということはなく、中立の立場のすそはらいも多い。
織小花 央姫（おりおばな おうひ）
声 - 早見沙織
すそはらい養成所「つづら殿」を纏める女性。付喪神と人間は対等、パートナーという考えの持ち主で、つづら殿の中では「親付喪神派」とされる一派のトップ。緊急事態で上岡へと馳せ参じた時までは頭首であったが、その不在時に斑井枡次が起こした謀反により役職を剥奪され、「つづら殿」に戻った直後に一也とともに牢屋で暫く軟禁される。
人間の父と付喪神の母とのハーフという出生であるためか、見た目は妙齢ながら実年齢は獏楽曰く「八十…」である。肉体的にはほぼ人間と変わらないが鬘の付喪神である母親に由来した頭髪を操る能力「織小髪（おりおぐし）」をもつ。自らの力を分割することで「央菜」という人格を持った分身を作り出しており、真名の固定化を防ぐ意味で央菜と定期的に名前を交換している。
九殿冠武闘会での班井ら「隷付喪神派」を破り勝利したことにより、再びつづら殿の党首となる。だが、一也らが黄泉国での特命を終えつづら殿へと戻る直前に何者かによって殺害され死亡する。

央菜（おうな）
央姫の分身で子供の姿をしている。登場時は奏歌の監視役として上岡に派遣されており、力のほとんどを預けられていた（央姫があっさり捕らわれたのはこのため）。すそはらい同士の試合では央姫が指南役として相手の全力を引き出しさらに「その一歩先」を導く戦い方を好むのに対し、央菜はまったく手加減というものがない。

獅子崎 信九郎（ししざき しんくろう）
奏歌が任に就くまで、上岡ですそはらいを務めていた、体格の良い大柄な男。くくりを慕っており、常にくくりの傍で食事の用意など身の回りの世話をしていた。
つぐもも使いとしての格付けは八印（上岡にいたころは七印）と実力は折り紙つきで、つづら殿としては前々よりすそはらい養成のための指導者にさせようとつづら殿に召喚する意向を示していたが、くくりに仕えるすそはらいは自分しかいない、という（恋愛感情を含めた）信念のもと上岡を中々離れようとしなかった。当然に奏歌が上岡のすそはらいとなることには猛反対したものの、奏歌との直接対決で敗れたことで、身を引いた。その後はつづら殿で後輩の指導に当たっていたが、くくりの死を受け止めきれず酔い潰れていたところを隷付喪神派によってあっけなく捕縛された。かずやたちに救出されて以降は親付喪神派の一員として九殿武闘会に参加。白星を挙げたが、手加減は出来ず相手が「傀儡帯」で酷使した付喪神を死なせてしまう。
兜のつぐもも「蒼心兜（そうしんとう）」によって作られる霊甲冑・鎧怨（がいえん）を纏う。この鎧は防御力もさることながら受けた攻撃（武器や技）を記憶し、写し身として再現する「怨返（おんがえし）」を使う。
斑井 枡次（まだらい ますじ）
元はつづら殿の副頭首だったが、央姫が留守にしている間に謀反を起こし組織を掌握、新頭首となった。（本人の発言から）央姫の実年齢と同じ80歳くらいと高齢ながら、付喪神なしでも一也・響華と対等に戦うなど相当の実力の持ち主。
付喪神を道具として扱う「隷付喪神派」の中でも特に付喪神を見下しており、道具が人間に逆らうことを絶対的に認めない。自らは、付喪神となる道具が負った傷が軽微であれば修復する能力を持つ蔵の付喪神「蟲心蔵（ちゅうしんぐら）」の所有者でもある。
九殿武闘会でも6本ある「傀儡帯」全てを用いてでも勝利しようとしたが一也に敗北する。しかも武闘会のあと、その「傀儡帯」の使い過ぎの副作用により付喪神に囚われ化け物の姿と化し、つづら殿の地下にある牢屋に軟禁される。この一連の騒動は卑怯な支配権簒奪ではあったが明確に殿中法度を犯してはいなかったため、騒動終結後にも彼へのおとがめはなかったものの、傀儡帯によるむやみな付喪神改造や乱用が多くのすそはらい達の反感を招いた。結果としてつづら殿での支持を大きく失ってしまったことで、地方支部へと左遷を望み、受理された（……と、記録された）。
その後、各地に張り巡らしていた手下からの情報で、あんかん舎の連中が不穏な動きをしていることを察知する。本来は借金完済まで金羅神社から離れられないところ、たぐりを必死に説得して了承を取り付けたことで、「まぁちゃん」の姿のままでつづら殿に戻った。体は少女だが中身は男性である枡次のままであるので、八印の実力はそのままに、自身が持つつぐももである物置土蔵「サンザクラ」を自在に操りつづら殿で発生した怪異を次々と調伏していった。
まぁちゃん
金山たぐりの下で1億4千950万円もの借金を返すために働く幼女だが、実は斑井枡次が変貌した姿。つづら殿でまぁちゃんの正体が斑井であることを知るのは、央姫、すなお、煤墨の三人。
理想こそ違うものの必要な人材と惜しまれた織小花により、館壌はにやの力で人間に戻された。はにやからは、魂の器たる人の形は魂の在りように沿ってなくては定着に支障があり、傀儡帯の呪いで歪められた斑井に相応しい形が『それ』だっただけである…と説明されたが、実際は枡次のスケベ心を見抜いていた央姫がはにやに頼み込んで幼女の姿にさせたのが本当のところであった。金山神社ではたぐりから苛烈にこき使われているだけでなく、身体を弄ばれている事に我慢がならず脱走を企てるも軟禁されており、腹いせにとたぐりの身体に夢中になってしまい逃げる事をつい忘れてしまっている。　
九殿武闘会の前、傀儡帯の呪いで強化したあるみの力で恐るべき未来像（3年後の奏歌解放の日）を見たが、言霊でその未来像が実現へと引き寄せられる事を危惧し、織小花には話さず黙って回避策を練る事を最良の選択とした。
かがし
斑井の部下の女性。香炉の付喪神「白艶香」の所有者であり、相手を無意識下で自白させる「吐露香」を用いて、央姫からつぐももを強制的に使役する「傀儡帯」の居場所を聞き出した。番外編では、そのあとも再度斑井の命で、央姫の更なるプライベートを聞き出す手伝いをさせられるハメになった。
七尾 直樹（ななお なおき）
三印のすそはらいで、下印生いじめの常習犯。一也を見下しており、付喪神無しの戦いを挑むがあっさりと倒される。ししなりという鞭の付喪神を従えている。
金儲けのためならとあんかん舎の連中に平気でつづら殿の情報を売り渡しており、のちにつづら殿で発生した怪異の要因を作った。
田鎖 たくみ、田鎖 たかの（たぐさり たくみ、- たかの）
つづら殿の中でも親の代から所属している兄妹。共に八印のすそはらい。母である薪（たきぎ）が使っていた鎖の付喪神・銀継を二つに分けて受け継いでいる。
銀継・しぐれを持つ兄のたくみは現実主義的な考えから隷付喪神派で、妹のたかのを頭から押さえつけている。母・薪が任務で命を落としたことをきっかけに「強くなければならない」という思いを抱き、たかのを導こうとしているが守ろうという意思が妹を閉じ込めていることには気づいていない。九殿武闘会では仕込み付喪神を使わず鉄鎖術だけで戦った。
銀継・ささぐれを持つ妹のたかのは、全てにおいて自分より勝っている兄に対して面と向かって反論できないため、表向きは兄に付いて隷付喪神派に属している。だが、幼いころからペアを組んでいる付喪神を道具とは見られず、実は「隠れ親付喪神派」である。そのため、兄らを裏切り軟禁されていた一也らの解放の手助けをした。九殿武闘会では親付喪神側に付いたことで対戦相手となってしまったたくみには通用する技がないと悩んでいたが、それを聞いたかずやから伝授された「帯技」を鎖で再現して勝利し、兄のコネで昇格したという評価を覆す。また、本人の発言から処女で、一也の肉体に憑依した響華が二度、一也の肉体で性交しかけるも、寸でのところで最初は狐面に、二度目は央姫にそれぞれ妨害されたため、いずれも未遂に終わっている。
煤墨 卓（すすずみ すぐる）
八印のすそはらいで、墨壺のつぐもも・龍哈を持つ。斑井の部下で隷付喪神派でも切り札扱いされているがフリーダムな性格で、つづら殿を空けてふらふらしていることが多い。飄々とした性格だが自身の力には誇りを持っており、九殿武闘会では斑井の命に逆らって傀儡帯による仕込み付喪神を使わずすなおと闘った。九殿武闘会のあとは、獅子崎と同じくすそはらい育成のための指導職となっている。
東那 ひより（ひがしな ひより）
八印のすそはらいで、刀の直次を持つ親付喪神派。奏歌たちとは同期であり、作中の時間経過から30代半ばとみられる。幼少時は外様の奏歌をいじめていたが、奏歌には後に実力で追い抜かれ、「開発」もされた模様。九殿武闘会では傀儡帯による仕込み付喪神によって敗北。
鈴谷 すみれ（すずたに すみれ）
七印のすそはらいで、手裏剣のちづりを持つ親付喪神派。奏歌たちとは同期であり、作中の時間経過から30代半ばとみられる。
今は一也と平気で混浴するなど明るい性格だが、幼いころはおどおどとして気が弱く、いじめられている奏歌を助けられずにいた。ひよりと同じく、奏歌には後に「開発」もされた模様。その後はひよりと共にすそはらいとして成長し、信九郎、ひよりらとともに親付喪神派の実力派として数えられるほどになった。九殿武闘会では隷付喪神派の傀儡帯による仕込み付喪神の実体を確かめることも含めて苦戦するがなんとか勝利した。
毎年行われている「すそはらい美乳名鑑」に必ずランクインするほどの美乳の持ち主。
四百伊織 しおり（しおいおり しおり）
八印のすそはらいで、盆栽の太郎松を持つ。織小花央姫の指導を受けた教え子だが、央姫の指導者然とした上から目線に反発している。九殿武闘会では央姫の属性と相性の良い簪の付喪神を仕込んで戦うが、央姫と交代した央菜に完敗。再び交代した央姫に降参しようとしたが、その宣言を合図に斑井が仕込んだ剃刀の付喪神が発動し意に添わない形で勝利する。
日出小城 ひじり（ひじおぎ ひじり）
二印のすそはらいで、斑井の反乱が終わった後のつづら殿で安次峰あきとと組んでいる少女。前に組んでた付喪神とは相性が良くなく上手くいっていなかった経緯があり、フォローが上手なあきとと組んでからは三印となり、実力的には五印レベルの評価がなされている。ただ、あきとを好きなあるみからは敵意を向けられてしまっている。

### 黄泉
かむあど
黄泉真凰（よみしんおう）の棟梁。
あよさり

たうなで

塞坐黄泉戸大神道返大神（さよりますよみどのちがえしおおかみ）

### その他の人物
広橋 広樹（ひろはし ひろき）
声 - 森嶋秀太
上岡のゲームセンターに入り浸る、33歳のゲーマーの男。ゲームセンターで対戦型格闘ゲーム『鉄人拳（アイアンマンフィスト）』をプレイ中に、偶然ながら一也・桐葉と出くわしたあきと・みまねの二人を快く思っていなかったあざみが発生させた《すそ》により、『鉄人拳』の〔あまそぎ〕を発生させる。格闘ゲームの世界に一也らを巻き込んで4対4での対決を挑むも、一也に敗北。そのあと〔あまそぎ〕となったゲーム筐体を自身が破壊したことで、すそがえしは起こっていない。みまねはここで不用意に（というより、何も考えず）自身の能力『血鏡』を使ってしまったことで、一也らにつぐももであることがバレてしまう。ちなみにこの『鉄人拳』にはコスチュームエディット機能があり、勝者側のチームは相手側チームの誰か一人を好きなようにコスプレさせることができるため、桐葉とみまねがその犠牲となってしまった。

## 用語
付喪神（つくもがみ）
長い年月を経て古くなった器物などに魂や精霊が宿った存在。神とは呼ぶものの、実体は妖怪である。人から人へ受け継がれ、長い時を経た道具から生まれる「つぐもも」と、一時的に濃くなった《すそ》と、持ち主の願望から生まれる〔あまそぎ〕に大別される。
つぐもも
永く人の手を渡り続けた道具が意志を持ち、人に変化することも可能となった存在。平均して百年ほどで生まれるといわれ「九十九神」とも呼ばれる。原型となった道具に倣った「属性」をもち、先述の人型への変化や写身（うつしみ）と呼ばれる原型のコピーを作り出し場合によっては大きさを変えたりする「基礎能力」と、原型からイメージを発展させた「固有能力」を持つ。前者は基本的な能力ゆえに霊力消費は少なく、後者は能力にもよるが霊力消費が大きい。原型のもつ属性は人の姿になっても有効で、その道具の働きを抑える（もしくは妨げる）ものを受けると、その影響で行動を阻害される。
ただし、人の姿を保ち続けるには所有者たる「つぐもも使い」から霊力の供給を受けなければならず、所有者のいない付喪神はやがて命を失い、単なる器物へと還ることとなる。ろくろの三十郎のように人（霊力）を喰らうことで人の姿を保つことも可能だが、「道具」という存在である付喪神にとってそれは禁忌の術であり、時間が経つと自我を失った妖魔と化してしまう。
持ち主がいても力を消耗しすぎると人形から原身に戻ってしまったり、普段の姿より幼い姿しか保てなくなる（力は落ちるが行使自体は可能）。
「真名（まな）」と呼ばれる霊的な呼び名を持ち、契約者以外は覚えることができない（契約を解くと思い出せなくなる）。持ち主が真名（桐葉は「あやさくら」）を口にすることは絶対命令を意味し、真名で呼ばれた付喪神は持ち主の命令に逆らえなくなる。
人にとっては霊力の負担が大きいので、通常は人間一人に対し所有する付喪神は一人だが、一也は非常に霊力が強いため「実験的に」5人の付喪神の所有者となっている。
あまそぎ
後述の「すそ」と「持ち主の願望」を元にごく短い期間で生まれた九十九神。つぐももと比べると動物的な本能が強く、手段を問わずに願いを叶えようと持ち主を暴走させた末に破滅させることが多い。桐葉らは、身に着けている髪桜（はざくら）が激しく揺れて鳴る鈴の音を聞くことで、身近で〔あまそぎ〕が発生していることを知る。
持ち主の願望が成就されるか、持ち主自身の手によって破壊されれば消滅するが、第三者の手で破壊された場合、その力と願望に比例した〔すそがえし〕と呼ばれる呪いが持ち主に降りかかる。ただ、大概のあまそぎは持ち主ないし第三者が破壊して消滅しており、持ち主が願望を成就して消滅させたのは、近石千里とくらこごりの救出対象となった真見坂まみ（まみさか まみ）の二人だけである。
すそがえし
〔あまそぎ〕が第三者に破壊された場合に持ち主に降りかかる災難。基本的には破壊された〔あまそぎ〕に関わる部分に現われ、忠孝（鬘の〔あまそぎ〕）の場合は「頭が禿げる」、しろう（コロンの〔あまそぎ〕）は「一週間の強烈なワキガ臭」といった物。内容と思いの強さによっては、「髪の毛が固まる」「鼻が天狗のようになる」などの見た目的な変化、「記憶が無くなる」｢喋れなくなる｣｢歩けなくなる｣など生活に支障をきたすレベルの障害を負う場合がある。
〔あまそぎ〕を生み出したことは自身の責であると自覚し、反省することで徐々に薄れ回復する。

つくもつき
つぐもも、〔あまそぎ〕を問わず、「持ち主を乗っ取ってしまった状態」を指す。この状態の時はまさしく超人的（鬼とも形容される）な力を発揮するが、制御できなければ遠からず自滅する諸刃の剣。
この〔つくもつき〕を持ち主と九十九神が意図的に起こすことを「神憑り（かみがかり）」と呼び、持ち主は髪の毛が白くなり（「九十九髪」と呼ばれる）額には独特の「印（いん）」 が現れ、極めて一時的ながら〔つくもつき〕状態の能力を発揮できる。しかし「かみがかり」使用後には、付喪神は一切の力が使用不可能になり、持ち主は普段の限界を超えて体力を消耗するため少なくとも丸一日は（意識はあるが）体が全く動かなくなる、などといった副作用が出る。ただ、持ち主は別の異性の持ち主（つぐもも使い）と裸のスキンシップ（「霊接交」と言う）を図ることで、多少であれば体を動かすことができるようになる。
また、意図的につぐももに身体を明け渡すことで「身体を通してつぐももを扱うための技術や感覚を経験する」ことも可能だが、これには当然ながら互いに信頼関係が成立していなければ行われない。
人憑（ひとつき）
「裏九印」とも呼ばれ、つくもつきとは逆に「人間が付喪神を取り込んでしまう現象」。これが起きると付喪神の能力をそのまま人間が使用できるが、傀儡帯と同じく付喪神の霊力を限界以上に引き出し、一歩加減を誤れば使い潰して付喪神が死んでしまうリスクもある。但し傀儡帯とは異なり強制ではないので、付喪神も『体を預ける』意思がないと成立しない。

すそ（呪詛）
顕世のひずみであり、ゆがみであり、あそび。「万物の根源」とも「残りカス」とも呼ばれる。空気のように至る所に存在し、想いに呼応して顕世の理を捻じ曲げるモノ。
通常の濃度では願望がわずかに底上げされる程度だが、一時的にすそが濃くなる日時・場所においては〔あまそぎ〕を生み出す原因となる。
すそが濃くなりやすい条件の場所（忌み地）や日時（忌み時）以外にも、生まれつきすそを引き寄せる体質の人間も存在し、そう言った子供は「忌み子」とも呼ばれた。忌み子を排しても忌み物や忌み地などの代えがある限り、呪詛が無くなることはない。
雑妖（ざつよう）
すその乱れと人畜や物の怨念から生じる雑多な怪異で、すそはらいにとっては討伐の対象である。霊力を補充せんがために、強い霊力を持つ者は特に狙われやすい。
子供は怪異を察知しやすいが、一般人には怪異は殆ど認識できないため、すそはらいが襲われたりして衝撃が起こったりすると何か事故が発生したかと誤認されてしまう。

すそはらい
問題を起こした〔あまそぎ〕や〔雑妖〕を、つぐももを使役して調伏する者。大体は〔雑妖〕や低難度の怪異の退治がメインである。通常はそれぞれの土地神一柱につき、すそはらいを任されるつぐもも使いはひとつの土地で一人だけ（上岡では一也、その隣の小宮ではすなお）だが、すなおのように緊急措置で他の土地でサポートに回ることもある。
すそはらいとして認められるには、その土地神による過酷な試練を乗り切らねばならない。これは前述の通り、土地専任のすそはらいは「1名のみ」なので相応の実力が求められるからである。
つづら殿
日本の神々を統べ、集う場「高天原」の管理する「すそはらい養成所」で、すそはらいになるには本来ここに入る必要がある。高天原のみならず、全国の神社、果ては日本国政府（窓口は国土交通省国土政策局特殊災害対策課）とも繋がりがある。
つづら殿の中にある、後述の「九殿武闘会」の会場は四方に観戦スタンドを備えているだけでなく、天井には大型モニターを備えるなど本格的なものであり、中継スタッフもいることなどから、つづら殿自体がかなりの規模であることが窺える。後述の「封帯」を始めとして、ごく初期ならば〔つくもつき〕を解除できる呪符など「付喪神を制御するための術具」の開発も行っている。
基本的に実力重視の気風で、組織の意思決定を司る9人の代表「九殿冠（きゅうてんかん）」については、在任者と挑戦者の試合「九殿武闘会」で決定する。ただ、長い歴史を持つ組織の常から「親付喪神派」「隷付喪神派」という派閥による対立も存在しており、特に「隷付喪神派」は派閥勢力を強めるためすそはらいを不正に昇段させている傾向が見られ、印ほど実力が伴っていないすそはらいが多い。
表向きは社会福祉法人として法人格を持った上で児童養護施設『つづら園』を運営しており、すそはらい候補生の多くは幼いころからここで訓練を受ける。そのため、奏歌のようにそれなりの年齢になってから入ってきた者は「外様」と呼ばれ、虐めの対象となるなど排斥される傾向がある。
つづら殿に居るすそはらいたちは各土地専任のすそはらいとは異なり、複数人でチームを組んで怪異討伐に当たる。これは土地神の支配地という「ホーム」ではなく怪異たちの棲み処、すなわち「アウェイ」で戦うことも関係している。
つづら殿のすそはらいたちが額に巻いている鉢巻きには「印」と呼ばれる線が描かれているが、この印の差で各個人の実力・位の違いが分かるようになっている。七印・八印クラスになると最高の実力者とされる。
くらこごり
「蔵凍り」と書く。つづら殿に持ち込まれた怪異討伐の依頼の中でも難易度が高い割に緊急度が低く、棚上げされたまま放置されている依頼。つづら殿での一也は、修行を兼ねてこのくらこごりを解決していくことになった。
さくりさん
つづら殿で「すそはらい同士の試合」を行う際に使用される身代わり人形。人形と契約することで試合で負うダメージを肩代わりする。人形が全壊した時点で勝敗が決し身代わり効果も消失するため、追い打ちはルール違反で逆に反則負けとなる。
封帯（ふうたい）
巻物状の形で、付喪神の力を封印する効果を持つ道具。すそはらい同士の私闘を禁止するために作られた物で封印された付喪神は力を行使できない。また、現代社会では「その場で使用可能な状態で持ち歩くこと」が難しい武具系の付喪神や「本来持ち歩く道具ではない付喪神」を携帯するためという意味もある。
傀儡帯（かいらいたい）
「封帯」と見た目はほぼ同じだが付喪神を契約せずに強制的に行使できる効果を持つ。さらに傀儡帯所有者は自身の霊力を消費する必要もないので酷使された付喪神は霊力が尽き結果的に死んでしまうことになる。元々は付喪神の力を一時的に倍化させる「金導帯（きんどうたい）」として開発されていたが、デメリットが取り除けず傀儡帯と名付けられる。つづら殿の「負の遺産」で6本あり、倫理的な危険性から使用を禁止され秘密の倉庫にて厳重に保管されていたが、九殿武闘会勝利を目論む斑井が、かがしの付喪神による央姫への尋問を経て入手した。
保管のみで処分されなかったのは金導帯として想定された「倍化能力」が必要になった時のための備えとしてだった。

石片（かけら）
すその結晶。これを手にすることで、迷い家にいる付喪神たちに霊力を供給し続けることができる。ただし、これを手にするには土地神を殺さなければならず、効力も千年ほどしか続かないため、その都度新たな石片を手に入れなければならない。とはいえ絶大すぎる力に変わりはなく、危険な存在でもあり、所有者のわずかな意識のさざなみが大津波となって現世に顕現するほどの大きな力を持っている他、複数集まると災害が起こるなど大変なことになる。
おのごろ祭り
土地神を殺し、その土地神から奪った新たな石片をミウラヒに再び宿すこと。本来、土地神はまともに戦っては付喪神が束になってかかっても倒せる存在ではないため、ターゲットは最も力の弱まっている土地神となる。前回石片を手に入れるため当時最も力が弱まっていた土地神・磐長姫を討伐した時は、108人もの付喪神が束になってかかっても七日七晩掛かった上、生き残ったのはミウラヒや丹面など5人のみであった。
迷い家（まよいが）
「マヨヒガ」とも言う。所有者のいない付喪神たちが住む隠れ家。付喪神たちはここに居ることで霊力の供給を受けられ、人の姿を保ち続けることができる。ただし、付喪神であれば誰でもというわけではなく、「おのごろ祭り」を行うために、ミウラヒの命により人間たちを見限った付喪神の中で能力の高い者のみが招き入れられることを許される。なお、神殺しは大罪であり、通常であれば逆によその神々やすそはらいたちから命を狙われるところであるが、迷い家は異空間にあり、また隠形術もあるため、ここに居る限りそうそう見つかることはない。ただ、くくりら神々はその存在には薄々気づいていた模様。
あざみによってミウラヒが殺されたことで、多くの付喪神が行動不能となる。ほのかに回収されてつづら殿に運び込まれた際に少なくない数が隷付喪神派に連れ去られ、傀儡帯による酷使で命を落とす。九殿武闘会以降は、新たな所有者としてつづら殿のすそはらいのと引き合わせも始まっている。
あんかん舎（あんかんしゃ）
人に害なす付喪神使いの集団。端的に言えば『つづら殿の敵』である存在。詳細は謎に包まれているが、「羽月（はづき）」という者がトップにいる模様。ここに属する者は、各人に一つ付喪神となる道具を与えられている。己の欲のためにすそに服従しその名を差し出した、裏切り者のすそはらいである『すそなつぎ』と呼ばれる多くの者が属しているが、この集団は快楽主義で徒党を組まない個人主義である者の集まりであるため、同時にまとまって動くことは滅多にない。ただ、その不穏な動きを察したまぁちゃん（の姿をした斑井）はたぐりを説き伏せ、つづら殿に戻った。

## 書誌情報
台湾でも、東立出版社より『怪怪守護神』のタイトルで翻訳され出版されている。
- 浜田よしかづ 『つぐもも』 双葉社〈アクションコミックス〉、既刊34巻（2025年2月13日現在）
  1. 2008年7月28日初版発行（2008年6月28日発売）、ISBN 978-4-575-83509-0
  2. 2009年4月11日初版発行（同日発売）、ISBN 978-4-575-83609-7
  3. 2009年10月10日初版発行（同日発売）、ISBN 978-4-575-83682-0
  4. 2010年5月12日初版発行（同日発売）、ISBN 978-4-575-83768-1
  5. 2010年11月12日初版発行（同日発売）、ISBN 978-4-575-83837-4
  6. 2011年7月12日初版発行（同日発売）、ISBN 978-4-575-83926-5
  7. 2012年1月12日初版発行（同日発売）、ISBN 978-4-575-84018-6
  8. 2012年6月12日初版発行（同日発売）、ISBN 978-4-575-84081-0
  9. 2012年9月12日発売、ISBN 978-4-575-84127-5
  10. 2013年2月12日発売、ISBN 978-4-575-84194-7
  11. 2013年7月12日発売、ISBN 978-4-575-84261-6
  12. 2014年2月10日発売、ISBN 978-4-575-84344-6
  13. 2014年6月10日発売、ISBN 978-4-575-84425-2
  14. 2015年1月9日発売、ISBN 978-4-575-84559-4
  15. 2015年5月9日発売、ISBN 978-4-575-84617-1
  16. 2015年10月10日発売、ISBN 978-4-575-84703-1
  17. 2016年4月12日発売、ISBN 978-4-575-84782-6
  18. 2016年9月12日発売、ISBN 978-4-575-84849-6
  19. 2017年3月11日発売、ISBN 978-4-575-84939-4
  20. 2017年11月10日発売、ISBN 978-4-575-85056-7
  21. 2018年6月12日発売、ISBN 978-4-575-85166-3
  22. 2018年11月12日発売、ISBN 978-4-575-85228-8
  23. 2019年3月12日発売、ISBN 978-4-575-85290-5
  24. 2020年1月22日発売、ISBN 978-4-575-85386-5
    - OVA付き特装版 同日発売、ISBN 978-4-575-85387-2

  25. 2020年5月12日発売、ISBN 978-4-575-85446-6
  26. 2020年12月10日発売、ISBN 978-4-575-85522-7
  27. 2021年6月10日発売、ISBN 978-4-575-85591-3
  28. 2022年2月12日発売、ISBN 978-4-575-85690-3
  29. 2022年8月10日発売、ISBN 978-4-575-85745-0
  30. 2023年2月9日発売、ISBN 978-4-575-85803-7
  31. 2023年7月12日発売、ISBN 978-4-575-85862-4
  32. 2024年2月8日発売、ISBN 978-4-575-85935-5
  33. 2024年8月8日発売、ISBN 978-4-575-85994-2
  34. 2025年2月13日発売、ISBN 978-4-575-86055-9
- 浜田よしかづ 『つぐもも18.5 公式ガイドブック』2017年3月11日発売、ISBN 978-4-575-84940-0
- 浜田よしかづ 『つぐももフルカラーコミック つぐもも桃』2020年4月10日発売、ISBN 978-4-575-85432-9
- 浜田よしかづ 『つぐももフルカラーコミック つぐもも艶』2024年8月8日発売、ISBN 978-4-575-85995-9

## テレビアニメ
第1期『つぐもも』は、2017年4月から6月まで放送された。全12話。原作第35話（単行本第7巻）の桐葉が一也らのクラスに転校生として加わるところまでをほぼ忠実にアニメ化。
第2期『継つぐもも』（つぐつぐもも）は、2019年3月6日に行われたニコニコ生放送での特番「つぐもも紳士倶楽部2019年スペシャル」にて制作が発表され、2020年4月から6月まで放送された
。第1期からの続きで原作第35話から第71話の途中（単行本第14巻）までをほぼ忠実にアニメ化しているが、1本目の後半はオリジナルエピソード、また2本目は原作第32話・第33話のうち第1期では割愛した部分であるほか、尺の都合で一部のエピソードやシーンがカット・改変されているなど、アニメ独自の展開もある。
第1期・第2期ともに、ナレーションは井上喜久子。また、いずれも毎回エンドカードでゲストの漫画家に登場人物のイラストを描いてもらっている。
作者によると、単行本2〜3巻が出たあたりで最初のアニメ化企画が出るもお流れとなり、また8〜10巻あたりで再度企画が出るもこれもお流れとなり、もうないだろうと思っていたら三度目で正式にアニメ化に至った、とのこと。

### スタッフ
|                              | 第1期                                                     | 第2期 |
| ---------------------------- | --------------------------------------------------------- | --- |
| 原作                         | 浜田よしかづ                                              | 浜田よしかづ |
| 監督・シリーズ構成           | 倉谷涼一                                                  | 倉谷涼一 |
| キャラクターデザイン         | 中原清隆                                                  | 中原清隆 |
| 総作画監督                   | 中原清隆、桜井正明                                        | 中原清隆、桜井正明                                                                                                 |
| お色気アニメーター           |                                                           | 安田好孝 |
| プロップデザイン             | 平川佳樹                                                  | |
| 美術設定                     | 越智博之                                                  | 前田みつき |
| 美術監督                     | 田尻健一                                                  | 坂上裕文 |
| 色彩設計                     | 古川篤史                                                  | 古川篤史 |
| 撮影監督                     | 松田隆平                                                  | 國重元宏 |
| CGI                          | 安田兼盛                                                  | 菅友彦（チーフ）                                                                                                   |
| 編集                         | 宇都宮正記                                                | 宇都宮正記 |
| 音響監督                     | 郷文裕貴                                                  | 郷文裕貴 |
| 音楽                         | 高梨康治                                                  | 高梨康治 |
| 音楽制作                     | ポニーキャニオン                                          | ポニーキャニオン                                                                                                   |
| 音楽プロデューサー           | 堀切伸二                                                  | |
| プロデューサー               | 柱山泰佐、森田剛、山崎史紀、先川幸矢、小田元浩            | 柱山泰佐、森田剛、山崎史紀、先川幸矢、小田元浩                                                                     |
| プロデューサー               | 中野雄一、小沼利行、堀切伸二 成毛克憲、前坂栄司、吉田裕二 | 蔵本昌也、川崎夏子、杉浦綾香、髙木宏動 遊佐知憲、柏木豊、戸沼志津子、大森慎司 宗宮功卓、可知秀幸、菅謙太郎、濱田潤 |
| アニメーションプロデューサー | 先川幸矢                                                  | 大林卓司 |
| アニメーション制作           | ゼロジー                                                  | ゼロジー |
| 製作                         | 「つぐもも」製作委員会                                    | 「継つぐもも」製作委員会                                                                                           |

### 主題歌

#### 第1期
「METAMORISER」
 バンドじゃないもん!によるオープニングテーマ。作詞・作曲・編曲はQ-MHz。
「I4U」
MICHIによるエンディングテーマ。作詞はRUCCA、作曲は藤間仁、編曲は岩橋星実。
「プ・プ・プリン」
桐葉（大空直美）による8本目での挿入歌。作詞・作曲は青山シゲル、編曲はFunta7。
「I want you〜Yokan!」
くくり（久保ユリカ）による8本目での挿入歌。作詞・編曲はFunta7、作曲は要田健。

#### 第2期
「風吹けば月夜の果てに」
A応Pによるオープニングテーマ。作詞・作曲は新田目翔、編曲は佐々木裕。
6本目では不使用。
「春、奏で」
東城陽奏によるエンディングテーマ。作詞は東城、作曲・編曲はDaizyStripperの風弥〜Kazami〜。

### 各話リスト
| 話数   | サブタイトル                         | 脚本     | 絵コンテ          | 演出            | 作画監督                                                                                              |
| 第1期  | 第1期                                | 第1期    | 第1期             | 第1期           | 第1期                                                                                                 |
| ------ | ------------------------------------ | -------- | ----------------- | --------------- | --- |
| 1本目  | 桜の香り                             | 倉谷涼一 | 倉谷涼一          | 倉谷涼一        | 北村友幸、植田羊一                                                                                    |
| 2本目  | 図書室と幼馴染                       | 加藤還一 | 倉谷涼一          | 宇都宮正記      | 藤田正幸、加野晃                                                                                      |
| 3本目  | くくりひめ                           | 倉谷涼一 | 倉谷涼一          | 越田知明        | 草間英興                                                                                              |
| 4本目  | 土地神の試練                         | 倉谷涼一 | 西本由紀夫        | 深瀬重          | 門智昭、向山裕治                                                                                      |
| 5本目  | 特訓                                 | 加藤還一 | ロマのフ比嘉      | 川西泰二        | 大庭小枝、Lee Dong Wook                                                                               |
| 6本目  | 思い出と幼馴染                       | 倉谷涼一 | たかたまさひろ    | たかたまさひろ  | 北原章雄                                                                                              |
| 7本目  | 金山さん                             | 加藤還一 | 熊本健士          | 藤本義孝        | 吉岡勝、都竹隆治、平村直紀                                                                            |
| 8本目  | ある日の加賀見家モテモテフレグランス | 倉谷涼一 | 玉川真人          | 宇都宮正記      | 横田和彦、北村友幸                                                                                    |
| 9本目  | 手紙                                 | 加藤還一 | 植田羊一          | 西村大樹        | 高田三郎、青木真理子、輿石暁 服部憲知、Kim jeongwoo、Lee junghun                                      |
| 10本目 | はだかふとん                         | 倉谷涼一 | 沖田宮奈          | 菱川直樹        | 永田正美、鈴木奈都子、向山祐治                                                                        |
| 11本目 | 決闘                                 | 倉谷涼一 | 倉谷涼一          | 羽多野浩平      | 藤田正幸、草間英興                                                                                    |
| 12本目 | パートナー                           | 倉谷涼一 | 倉谷涼一          | 倉谷涼一        | 北村友幸、横田和彦                                                                                    |
| 第2期  |                                      |          |                   |                 | |
| 1本目  | お悩み相談室                         | 倉谷涼一 | 倉谷涼一          | 倉谷涼一        | 三浦かおる、北村友幸                                                                                  |
| 2本目  | うそこん                             | 倉谷涼一 | 安田好孝          | 川西泰二        | 安田好孝、桜井正明 鎌田均、谷津美弥子                                                                 |
| 3本目  | お騒がせしろう君                     | 加藤還一 | 岩永大慈          | 岩永大慈        | 横田和彦、柳瀬譲二、森悦史                                                                            |
| 4本目  | はんてん！                           | 中條元史 | 熊本健士 倉谷涼一 | 三橋和弥        | 山本正嗣、河西睦月、Jeon Jong Min Min Hyun Sook、Han Hyeon Ji                                         |
| 5本目  | すなおと虎鉄                         | 倉谷涼一 | 柳沢テツヤ        | 金承徳          | 李智悟                                                                                                |
| 6本目  | 迷い家                               | 倉谷涼一 | 望月智充          | 望月智充        | 皆川祐輝                                                                                              |
| 7本目  | 対戦恋のすごろクイズ                 | 加藤還一 | 安田好孝          | 馬引圭          | 大野勉、北村友幸 阿部達也、安田好孝                                                                   |
| 8本目  | 新入部員                             | 中條元史 | こでらかつゆき    | 三橋和弥        | 山本正嗣                                                                                              |
| 9本目  | 刺客                                 | 倉谷涼一 | 倉谷涼一          | 倉谷涼一        | 阿部達也、谷津美弥子、北村友幸 山本正嗣、田中宏紀、牛島勇二 安田好孝                                  |
| 10本目 | 騒乱                                 | 倉谷涼一 | 岩永大慈          | 岩永大慈        | 横田和彦、柳瀬譲二、北山芳規 河西睦月、陸田聡志、Lee Seongjae                                         |
| 11本目 | 総力戦                               | 倉谷涼一 | 佐山聖子          | 川西泰二        | 柳瀬譲二、阿部達也、大野勉 山本正嗣、古川博之、宮暁秀 陸田聡志、西島圭祐、武内啓                      |
| 12本目 | 決意                                 | 倉谷涼一 | 沖田宮奈          | 馬引圭 倉谷涼一 | 中原清隆、阿部達也、大野勉 山本正嗣、河西睦月、安田好孝 横田和彦、北村友幸、古川博之 宮暁秀、櫻井拓郎 |

### 放送局
| 放送期間               | 放送時間                     | 放送局       | 対象地域 | 備考                                                 |
| ---------------------- | ---------------------------- | ------------ | -------- | ---------------------------------------------------- |
| 2017年4月2日 - 6月18日 | 日曜 23:30 - 月曜 0:00       | アニマックス | 日本全域 | 製作参加 / BS / CS放送 / 字幕放送 / リピート放送あり |
| 2017年4月3日 - 6月19日 | 月曜 0:00 - 0:30（日曜深夜） | BS11         | 日本全域 | BS放送 / 『ANIME+』枠                                |
|                        | 月曜 0:30 - 1:00（日曜深夜） | TOKYO MX     | 東京都   |                                                      |

| 配信開始日    | 更新時間                     | 配信サイト                                                                         |
| ------------- | ---------------------------- | ---------------------------------------------------------------------------------- |
| 2017年4月3日  | 月曜 0:30 - 1:00（日曜深夜） | AbemaTV                                                                            |
|               | 月曜 10:00 更新              | VIDEX                                                                              |
|               | 月曜 12:00 更新              | dアニメストア バンダイチャンネル HAPPY!動画                                        |
| 2017年4月4日  | 火曜 0:30（月曜深夜） 更新   | 楽天SHOWTIME ビデオマーケット Playストア YouTube                                   |
|               | 火曜 10:00 更新              | DMM.com                                                                            |
|               | 火曜 12:00 更新              | ムービーフルPlus                                                                   |
| 2017年4月5日  | 水曜 0:00 更新               | ビデオパス GYAO!ストア                                                             |
| 2017年4月7日  | 金曜 12:00 更新              | アニメ放題 U-NEXT                                                                  |
| 2017年4月8日  | 土曜 0:00 - 0:30（金曜深夜） | ニコニコ生放送                                                                     |
|               | 土曜 0:00 更新               | ニコニコチャンネル Amazonプライム・ビデオ J:COMオンデマンド Netflix FOD TSUTAYA TV |
| 2017年4月11日 | 火曜 0:00（月曜深夜） 更新   | スカパー!オンデマンド                                                              |

| 放送期間                | 放送時間                     | 放送局     | 対象地域   | 備考                                        |
| ----------------------- | ---------------------------- | ---------- | ---------- | ------------------------------------------- |
| 2020年4月5日 - 6月21日  | 日曜 21:30 - 22:00           | AT-X       | 日本全域   | 製作参加 / CS放送 / リピート放送あり        |
|                         | 日曜 22:00 - 22:30           | TOKYO MX   | 東京都     |                                             |
| 2020年4月8日 - 6月24日  | 水曜 0:00 - 0:30（火曜深夜） | BSフジ     | 日本全域   | 製作参加 / BS/BS4K放送 / 『アニメギルド』枠 |
| 2020年4月12日 - 6月28日 | 日曜 1:59 - 2:29（土曜深夜） | 中京テレビ | 中京広域圏 | 製作参加 / 『チュッキョアニメ』枠           |

| 配信開始日    | 配信時間                     | 配信サイト                                                                                               |
| ------------- | ---------------------------- | --- |
| 2020年4月5日  | 日曜 22:00 更新              | U-NEXT アニメ放題                                                                                        |
| 2020年4月12日 |                              | dアニメストア FOD GYAO! バンダイチャンネル ひかりTV ニコニコチャンネル ビデオマーケット DMM動画 music.jp |
| 2020年4月13日 | 月曜 0:00（日曜深夜） 更新   | J:COMオンデマンド TELASA みるプラス                                                                      |
|               | 月曜 2:30 - 3:00（日曜深夜） | ABEMA |
|               | 月曜 3:00（日曜深夜） 更新   | ABEMAビデオ                                                                                              |
|               | 月曜 22:30 - 23:00           | ニコニコ生放送                                                                                           |

### BD / DVD
パッケージ版ではお色気要素を強化した「リミッター解除版」を収録（一部動画配信サイトでも解除版の配信あり）。
| 巻 | 発売日        | 収録話              | 規格品番   | 規格品番   |
| 巻 | 発売日        | 収録話              | BD初回版   | DVD初回版  |
| -- | ------------- | ------------------- | ---------- | ---------- |
| 1  | 2017年6月14日 | 一本目 - 二本目     | BSZD-08171 | DSZD-08171 |
| 2  | 2017年7月12日 | 三本目 - 四本目     | BSZD-08172 | DSZD-08172 |
| 3  | 2017年8月9日  | 五本目 - 六本目     | BSZD-08173 | DSZD-08173 |
| 4  | 2017年9月13日 | 七本目 - 八本目     | BSZD-08174 | DSZD-08174 |
| 5  | 2017年10月4日 | 九本目 - 十本目     | BSZD-08175 | DSZD-08175 |
| 6  | 2017年11月8日 | 十一本目 - 十二本目 | BSZD-08176 | DSZD-08176 |

| 巻 | 発売日        | 収録話          | 規格品番   | 規格品番   |
| 巻 | 発売日        | 収録話          | BD初回版   | DVD初回版  |
| -- | ------------- | --------------- | ---------- | ---------- |
| 1  | 2020年6月10日 | 1本目 - 3本目   | BSZD-08246 | DSZD-08246 |
| 2  | 2020年7月8日  | 4本目 - 6本目   | BSZD-08247 | DSZD-08247 |
| 3  | 2020年8月5日  | 7本目 - 9本目   | BSZD-08248 | DSZD-08248 |
| 4  | 2020年9月9日  | 10本目 - 12本目 | BSZD-08249 | DSZD-08249 |

### コラボレーション
秘密の宿屋
スマートフォン向けRPG『秘密の宿屋』にて2017年6月15日より期間限定でコラボし、登場人物が3Dの「ヒーロー」となって登場するなどした。
モン娘☆は〜れむ
2017年6月18日より7月18日まで期間限定でコラボし、登場人物が入手可能だったりスペシャルクエストが行われるなどした。

## OVA
2019年3月6日のニコニコ生放送での特番では、併せてクラウドファンディングによる「テレビでは放映できないようなちょっとHなシーンを盛り込んだ」OVA化の企画も発表された。2019年4月26日23時59分までを期限とした目標金額300万円というプロジェクトであり、目標金額が達成された場合は2020年発売のコミックス限定版に付属する予定とされたが、募集開始当日の2019年3月7日14時すぎに早々と目標金額をクリアしたため、製作が決定した。なお、のちに尺の長さを20分以上とした600万円が第二目標として新たに設定されたが、これも4月19日14時23分でクリアした（最終的な金額は7,989,500円）ため、OVAは20分以上の長さで製作されることが決定した。
このOVAは、単行本第24巻特装版として、単行本24巻とセットで2020年1月22日に発売された。
収録エピソードは「僕のつくもがみさま」「銭湯にて」「僕のご主人さま」「黒耀の恩返し」「最後の砦」「エロ本会議」。